# Wismut Objekt 09
Das Objekt 09 war ein Gewinnungsobjekt und als selbständige Struktureinheit innerhalb der Wismut AG/SDAG Wismut direkt der Hauptverwaltung unterstellt.
Das Grubenfeld des Objektes 09 im Raum Niederschlema-Aue-Alberoda hatte eine Ausdehnung von circa 22 km² und wurde durch insgesamt 9 Stolln, 21 Schächte und 30 Blindschächte auf 60 Sohlen erschlossen. Die größte Teufe im Grubenfeld wurde mit −1482,60 m NN am Blindschacht 383IIIbis erreicht. Das entspricht einer Gesamtteufe, bezogen auf den Nullpunkt der Marx-Semler-Stollnsohle, von 1812,60 m. Alle Teufenangaben bezogen sich dabei in +m oder −m auf das Niveau des Marx-Semler-Stollns. Der mit 330 m ü. NN dafür festgelegte Messpunkt liegt zwischen den Lichtlöchern 12a und 14a, direkt unter dem Oberschlemaer Bahnhof. Im Objekt waren bis zu 13.000 Arbeiter gleichzeitig beschäftigt. Die Gesamtproduktion von Uran belief sich zwischen 1949 und 1991 auf 73.125 t. Es war damit der größte Bergbaubetrieb der Wismut.

## Geologie
Die Lagerstätte Niederschlema-Alberoda ist Teil des Erzfeldes Schneeberg-Schlema-Alberoda. Sie befindet sich am Kreuzungsbereich der WSW-ONO verlaufenden Lößnitz-Zwönitzer Zwischenmulde und der NW-SO-streichenden Gera-Jachymov-Störungszone. In der Lößnitz-Zwönitzer Zwischenmulde sind silurisch-devonische Gesteine in ordovizische Schiefer eingebettet. Die hier auftretenden dunklen Schiefer, dunkle Glimmerfelsen, Metadiabase und Skarne bilden die so genannte produktive Serie, in der etwa 95 Prozent der Uranvorräte der Lagerstätte konzentriert sind. Die produktive Serie befindet sich innerhalb des etwa 1 km mächtigen Kontakthofes des in den Schieferkomplex intrudierten Auer Granits und ist durch diesen kontaktmetamorph verändert worden.
Begrenzt wird die Lagerstätte Niederschlema-Alberoda im Süden durch den Granit vom Gleesberg und Aue, im Norden und Osten durch die äußere Kontur des Kontakthofes und im Westen durch die administrative Grenze der NW-streichenden Störung Schwerin. In der Teufe keilen die Gesteine der produktiven Serie bei etwa 2200 m aus. Die Erzgänge setzen sich teilweise in den Granit fort, vertauben aber hier. Es handelt sich bei der Lagerstätte Niederschlema-Alberoda um eine verdeckte Lagerstätte, da ein Großteil der Erzgänge nicht über Tage ausstreicht. Die ausstreichenden Erzgänge sind an der Erdoberfläche von Lockermassen bis 12 m Mächtigkeit überdeckt. In der Teufe treten auch vermehrt blinde Erzgänge auf, die die Erdoberfläche ebenfalls nicht erreichen.

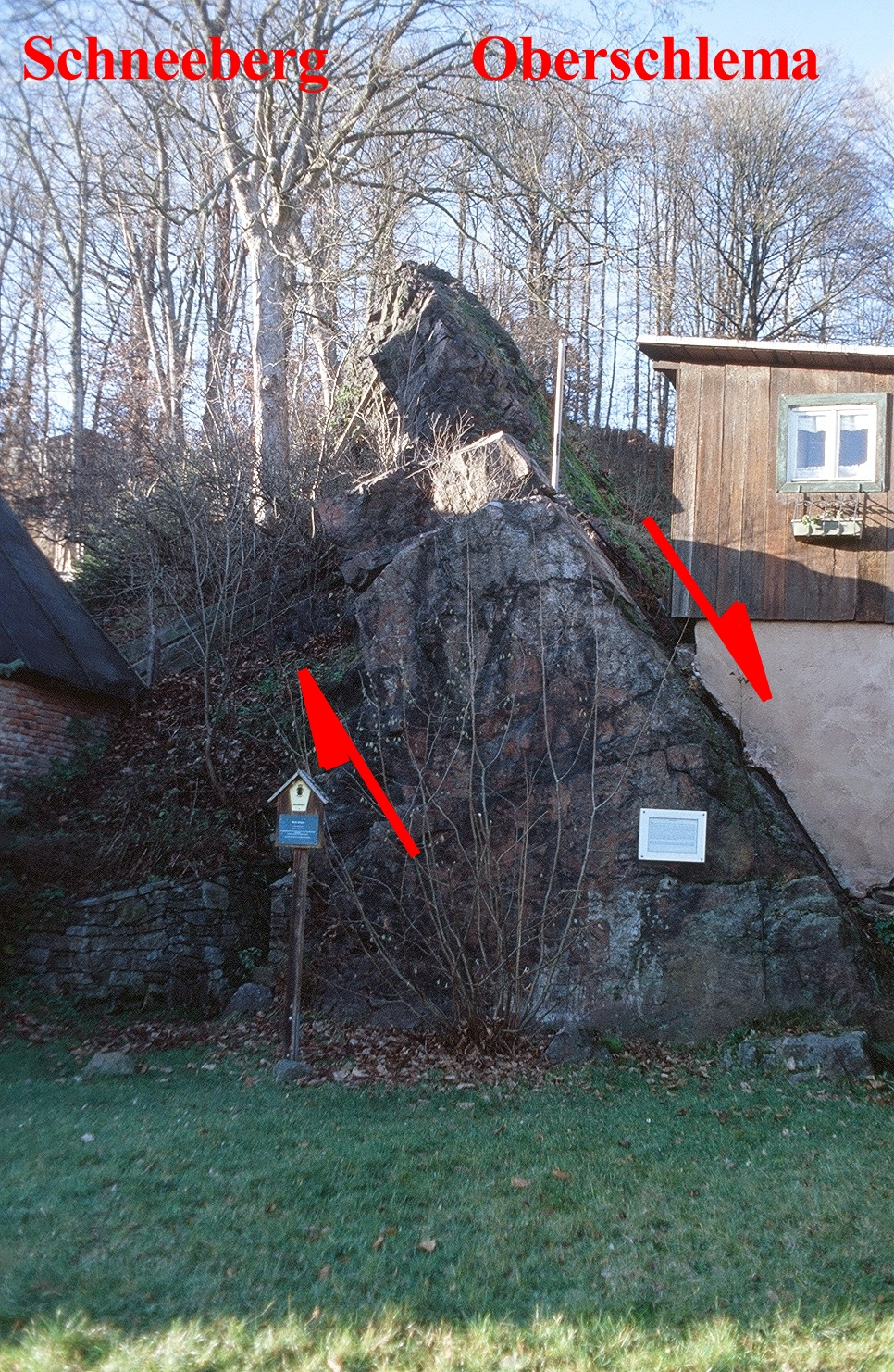
Der Rote Kamm in Oberschlema – zentrales Element der Gera-Jachymov-Störungszone

Die mit dem Verlauf der Lößnitz-Zwönitzer Zwischenmulde streichenden Hauptstrukturen Union, Erna, Sinaida, Inge und Gera erreichen Längen bis 6 km bei einer Mächtigkeit bis 10 m. Die gleichnamigen Erzgänge dieser Gangstrukturen gehören zum System der Morgengänge. Das Einfallen der Gänge liegt zwischen 45° und 65°. Weitere wichtige Gänge dieses Systems sind die Morgengänge Elbe, Egon, Elfriede, Leonid, Oderbruch, Regen, Ilm und Inn. In diesen Gängen waren etwa 15 Prozent des Uraninhaltes der Lagerstätte konzentriert.
Die im Verlauf der NW streichenden Gera-Jachymov-Störungszone auftretenden Gangstrukturen erreichen Längen bis zu 8 km bei einer Mächtigkeit bis zu 25 m. Das Einfallen liegt zwischen 50° und 90°. Ihre Hauptvertreter gehören zu den Flachen Gängen und sind die Strukturen Schwerin, Ruhmvoll, Seim, Nelson und Dürre Henne. Weitere wichtige Gänge sind Freital, Araqui, Babelsberg, Kamenz, Kosmos, Olivin, Beryll, Ferrit, Leucit, Kristall und Luppe. In diesen Gängen waren etwa 35 Prozent des Uraninhaltes der Lagerstätte konzentriert.
Neben den Gängen der Hauptstreichrichtungen gibt es auch noch Spatgänge mit der Streichrichtung WNW. Ihr Streichen beträgt mehrere 100 m und die vertikale Erstreckung 500 m. Das Einfallen liegt zwischen 70° und 90° bei einer Mächtigkeit der Gänge zwischen 0,5 m und 1 m. Bedeutende Gänge sind Bad Elster, Borna, Freundschaft, Astra, Sophie, Bozen, Jatu, Tiber, Saar, Natascha und Valentina. In diesen Gängen waren etwa 35 Prozent des Uraninhaltes der Lagerstätte konzentriert.
Das Gangsystem der NNW-streichenden Gänge (Flache Gänge) war schwach ausgebildet und vor allem an der Südflanke auf tieferen Sohlen (ab −990-m-Sohle) anzutreffen. Ihr Streichen beträgt bis 100 m und die vertikale Erstreckung 500 m bis 1000 m bei einem Einfallen zwischen 60° und 75°. Wichtige Gänge sind Plauen, Oschatz, Cubanit, Kassiterit, Brookit, Hämatit, Zink, Brillant, Tokio, Quarz, Isar und Columbia. In diesen Gängen waren etwa 15 Prozent des Uraninhaltes der Lagerstätte konzentriert.
Stehende Gänge (Streichrichtung NO) spielen in der Lagerstätte keine Rolle. Sie sind meist von geringer Mächtigkeit und kurzer Erstreckung. Vertreter sind z. B. die Gänge Kongo und Zufall. Eine Vererzung der Gänge wurde hier nicht nachgewiesen.
Edle-Quarz-Formation eq
Diese Formation wurde nur auf den tiefen Sohlen der Südflanke in der Nähe zum Granit angetroffen. Die Gänge bestehen aus Quarz. Die dort angetroffenen Vererzungen mit Wolframit, Scheelit und Molybdänit waren nicht bauwürdig.
Kiesige-Blei-Formation kb
Diese Formation trat auf den NW- und ONO-streichenden Gängen auf. Die Gänge bestehen vorwiegend aus Quarz. Die Vererzung dieser Gänge besteht aus Chalkopyrit, Sphalerit, Arsenopyrit, Galenit, Pyrit, Bornit sowie Tennantit und war in den meisten Fällen nicht bauwürdig. Nur vereinzelt wurden aber auch bauwürdige Konzentrationen von Blei-, Zink- und Kupfererzen angetroffen, die gewonnen wurden.
Kammquarz-Calcit-Pechblende-Formation kku
Diese Formation wurde auf allen Gängen der Lagerstätte angetroffen. Die Gänge bestehen vorwiegend aus Quarz, Fluorit und Calcit. Die Vererzung dieser Gänge besteht aus Pechblende, Coffinit, Chalkopyrit, Pyrit, Galenit, Sphalerit, Hämatit, Lepidokrokit sowie Löllingit und war repräsentativ für die primäre Uranvererzung der Lagerstätte.
Magnesium-Karbonat-Pechblende-Formation mgu

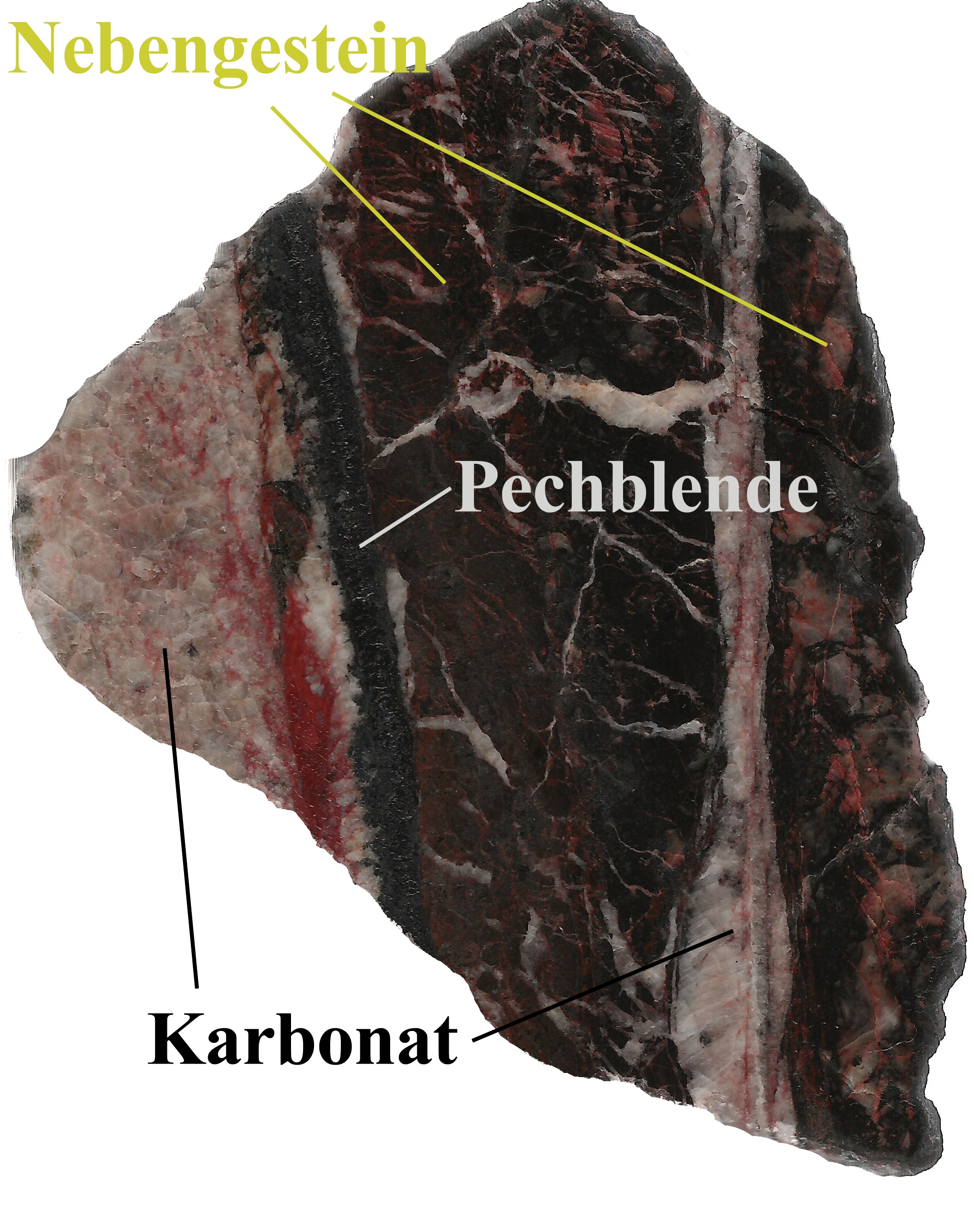
Uranerz der mgu-Formation

Diese Formation ist eine metasomatische Umwandlung der Gänge der Kammquarz-Calcit-Pechblende-Formation und war der Haupt-Uranträger der Lagerstätte. Die Gänge bestehen vorwiegend aus Dolomit und schwarzem Fluorit (Stinkspat). Die Vererzung besteht aus Pechblende, Chalkopyrit, Hämatit, Lepidokrokit, Clausthalit, Umangit, Naumannit, Tennantit, Bornit, Chalkosin und Markasit.
BiCoNi-Formation
Diese Formation besitzt nur untergeordnete Bedeutung, ist aber über die gesamte Lagerstätte verbreitet. Die Gänge bestehen aus Dolomit, Quarz, Fluorit, Baryt und Calcit. Die Vererzung der Gänge besteht vorwiegend aus gediegen Wismut, Skutterudit, Rammelsbergit, Safflorit, gediegen Silber, Nickelin, Löllingit, Chalkopyrit, Pechblende, Sphalerit, Bismuthinit, Coffinit und gediegen Arsen. Gelegentlich traten auch Erzlinsen bis zu einer Fläche von 100 m² auf.
Silber-Sulfid-Arsenid-Formation ags
Die Vererzungen dieser Formation besitzen nur untergeordnete Bedeutung. Oftmals tritt sie als jüngere Bildung in den Gängen der BiCoNi-Formation auf. Die Vererzung besteht aus Scherbenkobalt (ged. Arsen), Löllingit, Proustit, Argentit, gediegen Silber, Pyrit, Markasit, Chalkopyrit, Pyrargyrit, Argentopyrit, Xanthokon und Realgar. Gangarten sind Calcit und Baryt.
Die Lagerstätte Niederschlema-Alberoda ist mit einem erkundeten Vorrat von rund 100.000 Tonnen Uran eine der größten Uranerz-Ganglagerstätten der Welt.
Die Uranerzmächtigkeit in den Erzgängen lag im Durchschnitt bei 0,5 cm bis 3 cm. In einigen Gängen erreichte die Mächtigkeit auch einige Dezimeter, in Extremfällen sogar zwischen 1 m und 4 m. Die Uranerzlinsen innerhalb der Erzgänge konnten dabei Ausdehnungen bis 1000 m² erreichen. Die Zahl der mit Uran vererzten Gänge der Lagerstätte wird mit über 1000 angegeben, wobei die vererzte Fläche etwa 5 Prozent der aufgeschlossenen Gangfläche betrug. Das Erzausbringen nahm mit der Teufe zu und erreichte auf der −420-m-Sohle mit 81,4 t/m Teufe einen ersten Höhepunkt, wobei das höchste Ausbringen auf der −540-m-Sohle mit 103,4 t/m Teufe erreicht wurde. Unterhalb der −540-m-Sohle ging das Erzausbringen kontinuierlich bis zum Niveau der −940-m-Sohle zurück, um dann wieder anzusteigen und den letzten Höhepunkt mit 80,2 t/m Teufe auf der −1080-m-Sohle zu erreichen. Während unterhalb der −1080-m-Sohle das Gesamtausbringen durch das sich weiter verkleinernde Grubenfeld sowie die Abnahme der Gangdichte und Ganganzahl weiter abnahm, blieb das Ausbringen mit 3 kg Uran je Quadratmeter Gangfläche bis zur −1800-m-Sohle annähernd gleich. 50 Prozent der Erzvorräte der Lagerstätte befanden sich zwischen der −540-m-Sohle und der −1080-m-Sohle.
Neben Uran wurden zeitweise auch die in den Gängen angetroffenen „Nebenerze“ bei entsprechender Bauwürdigkeit gewonnen. Von 1957 bis 1978 erfolgte die Gewinnung dieser Erze bis zur −990-m-Sohle.
Abgebaut wurden die Erze der BiCoNi-Formation. Dabei handelt es sich um Kobalterze (Hauptkomponenten Skutterudit und Safflorit), Nickelerze (Hauptkomponenten Nickellin, Rammelsbergit und Nickel-Skutterudit) sowie Wismuterze (Hauptkomponente gediegen Wismut). Von 1957 bis 1978 wurden insgesamt 137 Tonnen Kobalt, 260 Tonnen Nickel und 90 Tonnen Wismut gewonnen.
Die Hauptverbreitung dieser Erze lag zwischen der −420-m-Sohle und der −855-m-Sohle. Abgebaut wurde auf den Gängen Schwerin, Freital, Maiskaja, Rostock, Seim, Bad Elster, Ruhmvoll, Tiber, Bautzen, Sinaida, Dürre Henne und Nelson.
Die im selben Zeitraum abgebauten Silbererze (Hauptkomponenten gediegen Silber, Argentit, Argentopyrit, Proustit und Pyrargyrit) erbrachten 2,3 Tonnen Silber. Silbererze waren auf den Gängen Bautzen, Nelson, Jubiläum, Seim, Löbau, Main, Freital und Brahmaputra verbreitet.
Die in der kb-Formation angetroffenen bauwürdigen Blei- und Zinkerze (Hauptkomponenten Galenit, Sphalerit, Chalkopyrit und Bornit) erbrachten 80 Tonnen Blei, 50 Tonnen Zink und 9 Tonnen Kupfer. Abgebaut wurden diese Erze auf den Gängen Galenit, Union West, Erna West, Dürre Henne und Karl-Marx-Stadt.
Nach dem ersten Fund von Selenerzen in der Lagerstätte im Jahr 1957 wurden im Jahr 1960 spezielle Untersuchungen zum Auffinden und Abbau dieser Erze unternommen. Hauptkomponenten waren Clausthalit, Umangit und Naumannit. Ein neu entdecktes Selenmineral wurde nach seinem Fundort Schlemait benannt. Abgebaut wurden die Selenerze zwischen 1960 und 1965. Dabei wurden 9 Tonnen Selen gewonnen. Die Selenerze waren weit verbreitet und wurden vorwiegend auf den Gängen Tiber, Brahmaputra, Nelson, Ruhmvoll, Babelsberg, Dürre Henne, Bad Elster, Alberoda, Gera, Halle, Seim, Bautzen und Egon gewonnen.
Nach dem Antreffen einer reichen Silbervererzung auf der −1395-m-Sohle an der Ostflanke der Lagerstätte wurde dieses Vorkommen auf Beschluss des Ministerrates der DDR vom 15. Juni 1984 zwischen der −1305-m-Sohle und der −1710-m-Sohle eingehend untersucht. Hauptkomponenten der Silbervererzung waren neben gediegen Silber auch Dyskrasit, Pyrargyrit, Stephanit und Proustit. Die Vererzung trat auf den Gängen Stephanit, Dyskrasit und Argentopyrit auf. Zwischen 1984 und 1988 wurden hier 3,9 Tonnen Silber gewonnen.
Nach der Einstellung des Bergbaues im Jahr 1991 verblieben in der Lagerstätte rund 2080 Tonnen Uran, 137 Tonnen Kobalt, 857 Tonnen Nickel, 350 Tonnen Wismut, 252 Tonnen Blei, 172 Tonnen Zink, 28 Tonnen Kupfer, 420 Tonnen Selen und 122 Tonnen Silber.
Die Namensgebung für die Erzgänge unterlag offensichtlich keiner einheitlichen Regelung. Während in Oberschlema für Erzgänge auf den oberen Sohlen oftmals nur Nummern (z. B. 6, 16 oder 25) vergeben wurden, waren es in Niederschlema auf den oberen Sohlen vor allem Namen von Flüssen und Städten (z. B. Mulde, Rhein oder Peene und Pirna, Dresden oder Saalfeld). Es gab in der Lagerstätte auch exotische Namen (z. B. Río Tinto, Limpopo, Borax, Torpedo, Urania, Komet oder Geologe). Gelegentlich wurden auch deutsche und russische Frauennamen (z. B. Marta, Senta oder Ruth bzw. Wasilisa, Axinija oder Olga) verwendet. Auf den tieferen Sohlen wurden die Gänge überwiegend nach Mineralen benannt (z. B. Bravoit, Arsen oder Smaragd).
In anderen Revieren erfolgte die Benennung von Gängen auch nach Monaten (Sentjabrskaja, Aprilskaja), der Streichrichtung (Parallelnaja, Diagonalnaja) oder nach dem Zustand der Gänge (z. B. „Der Nasse“ (Mokraja) oder „Braut ohne Mitgift“ (Bespridanniza)).

## Verwaltungstechnische Entwicklung
Das im März 1947 gegründete Erkundungsobjekt 21 führte die Erkundung an den Flanken der Reviere Schneeberg (Objekt 03) und Oberschlema (Objekt 02) auf einer Fläche von etwa 14 km² durch. Nach positiven Ergebnissen im Bereich Niederschlema wurde im Herbst 1948 das Erkundungsobjekt 21 in das Erkundungs- und Gewinnungsobjekt 09 (Objekt 09) umgewandelt. Sitz der Verwaltung vom Objekt 09 war der Niederschlemaer Weg 49 in Aue. Ein Teil der Belegschaft (Steiger, Hauer, Markscheider und Geologischer Dienst) wurden vom Erkundungsobjekt 21 in das neue Objekt übernommen.
Bis 1959 führte das Objekt 09 auf den Sohlen von Marx-Semler-Stolln bis zur −540-m-Sohle die Vorrichtungs- und Abbauarbeiten durch, während in diesem Zeitraum das Schachtteufen und die Ausrichtungsarbeiten vom Objekt 11 durchgeführt wurden.
Um sofort über eine Rohstoffbasis zu verfügen, wurde im Jahr 1949 die Teillagerstätte Niederschlema-Alberoda vom Objekt 02 an das Objekt 09 übergeben. In dieser Folge wurden die Lagerstättenbereiche Niederschlema (mit den Schachtverwaltungen 13, 207 und 250) und Alberoda (mit der Schachtverwaltung 186) geschaffen.
Mit der Auflösung des Objektes 03 im September 1950 wurden die dort noch bestehenden Schachtverwaltungen 3 und 10 vom Objekt 09 übernommen. Zusätzlich gab es im Objekt 09 eine Abteilung der Hilfs- und Nebenbetriebe sowie die Geologische Erkundungsgruppe, der die Untersuchungsgebiete des aufgelösten Objektes 21 zugeordnet waren.
Den Schachtverwaltungen waren einzelne Schächte zugeordnet. Die Zuordnung war nicht von geologischen Bedingungen abhängig, sondern orientierte sich an der Leistungsfähigkeit der Schachtanlagen und der Zahl der Mitarbeiter. Die Struktur des Objektes 09 war deshalb, je nach Stand der Abbauarbeiten und der Kapazität der Schachtanlagen, einer ständigen Veränderung unterworfen. Im Januar 1950 wurde die Geologische Erkundungsgruppe aus dem Objekt 09 ausgegliedert.
Mit der Auflösung des Objektes 02 am 1. April 1958 übernahm das Objekt 09 auch die Schachtverwaltung 12 als letzte noch arbeitende Einheit des Objektes 02. Mit der Auflösung von Objekt 11 im Jahr 1959 wurde dieses Objekt ebenfalls in das Objekt 09 integriert.
Im Jahr 1960 wurde das Objekt 09 neu strukturiert. Es umfasste jetzt als Gliederungseinheiten die Lagerstättenteile NW/SW, den Zentralteil und NE/SE. Diesen drei Lagerstättenteilen wurden die Schachtverwaltungen 38, 207 und 366 für die Sohlen von der −390-m-Sohle bis zur −630-m-Sohle zugeordnet. Die Schachtverwaltung 66 war im ganzen Revier für die Sohlen von der −270-m-Sohle bis zur −360-m-Sohle und die Schachtverwaltung 371 für die Sohlen unterhalb der −630-m-Sohle zuständig. Im Jahr 1963 wurde die Schachtverwaltung 207 aufgelöst. Die Restvorräte des Schachtfeldes wurden den Schachtverwaltungen 38 und 366 zugeteilt.
Als die seit Anfang der sechziger Jahre durch die Sächsische Geologische Erkundungsgruppe durchgeführten Erkundungsarbeiten im Bereich Pöhla-Hämmerlein und Pöhla-Tellerhäuser positive Ergebnisse brachten, wurde im Jahr 1967 der Erkundungsbereich Pöhla gegründet.
Auch die Teillagerstätte Pöhla-Globenstein mit dem Schurf 24 und dem Stolln 19, die erst durch das Objekt 01 und nach dessen Auflösung am 1. Januar 1958 durch das Schachtkombinat 235 sowie nach dessen Auflösung ab 1. April 1959 durch die Sächsische Such- und Schürfexpedition (SSSE) untersucht wurde, wurde 1967 diesem Erkundungsbereich zugeordnet.
Die Sächsische Such- und Schürfexpedition wurde zum 1. November 1960 in die Sächsische Geologische Erkundungsgruppe umgewandelt und dem Objekt 09 unterstellt.
Auf Anordnung der Generaldirektion der SDAG Wismut vom 18. September 1963 wurde durch das Objekt 09 die Dresdner Geologische Erkundungsexpedition gegründet. Ihre Aufgabe bestand darin, die seit 1958 durch die Sächsische Such- und Schürfexpedition und deren Nachfolger, die Sächsische Geologische Erkundungsgruppe, durchgeführte Erkundung der Lagerstätte Königstein zu beschleunigen.
Mit der Bildung eines Zentralen Geologischen Betriebes am 1. April 1966 wurden die Sächsische Geologische Erkundungsgruppe und die Dresdner Geologischen Erkundungsexpedition aus dem Objekt 09 ausgegliedert und dem Zentralen Geologischen Betrieb unterstellt.
Im Zuge der Reorganisation der Verwaltungsstruktur der SDAG Wismut im Jahr 1968 wurden alle Objekte aufgelöst. Aus dem Objekt 09 entstand der Bergbaubetrieb Aue. Analog dazu wurden auch die Schachtverwaltungen aufgelöst und die Grubenbereiche 1 bis 7 sowie ein Ausrichtungsgrubenbereich gebildet. Die letzten noch existierenden Grubenbereiche 1 und 3 wurden im Juli 1990 zusammengelegt.
Der weiter in die Tiefe gehende Abbau der Lagerstätte und die Verarmung der Erze in der Lagerstätte Ronneburg führten zu ständig steigenden Kosten. Diese begannen ab 1984 den zwischen der DDR und der UdSSR vereinbarten Preis von 65,97 Rubel je kg Uran im Konzentrat zu übersteigen. Analog dazu fiel der Weltmarktpreis 1985 auf 38 Rubel/kg. Daraufhin drängte die UdSSR die DDR, den Uranbergbau einzuschränken und die Vorräte neu zu bewerten. In der Folge wurden die tiefen Lagerstättenteile und die in den Randbereichen verbliebenen Restvorräte abgeschrieben. Eine durch die DDR im Jahr 1985 vorgeschlagene Verkürzung der bis 1997 geplanten Uranförderung um 5 bis 10 Jahre hielt die Sowjetunion aber offensichtlich nicht für sinnvoll. Allerdings wollte sich die Sowjetunion wesentlich weniger an den Kosten der Uranförderung beteiligen. Nach einem Beschluss der Regierung der DDR vom 27. April 1989 sollte die Zahl der im Bergbaubetrieb Aue Beschäftigten von 5700 (April 1989) auf 2400 Beschäftigte (bis 1993) gesenkt werden. Die politischen Entwicklungen ab Oktober 1989 machten aber alle diese Planungen zunichte. Im Jahr 1990 einigten sich die DDR und die UdSSR darauf, den Uranbergbau zum 1. Januar 1991 einzustellen.
Nach dem Ende des aktiven Bergbaues zum 1. April 1991 wurde der Bergbaubetrieb Aue zum 1. Januar 1992 in den Sanierungsbetrieb Aue umgewandelt.

## Untersuchungsgebiete
Zur Untersuchung von radioaktiven Anomalien im Randbereich der Niederschlemaer Lagerstätte wurde das Gebiet in mehrere Untersuchungsreviere aufgeteilt. Bereits im Jahr 1947 wurden die Reviere Waschleithe, Bockau und Weidauer (in der Ortslage von Lauter) durch das Objekt 23 untersucht. Nach dessen Auflösung im November 1948 übernahm die geologische Erkundungsgruppe vom Objekt 09 diese Untersuchungsreviere. Ab 1949 wurde die Untersuchung von radioaktiven Anomalien auf die Reviere 1. Mai, Freibad, Klosterberg, Brünlasberg, Wildbach, Langenbach, Dittersdorf und Affalter ausgedehnt. Im Jahr 1950 wurden aus den geologischen Erkundungsgruppen der Objekte 02, 03, 09 sowie der Zwickauer und der Chemnitzer Gruppe das Objekt 29 gegründet. Das Objekt 29 übernahm in den Jahren 1950/51 die Arbeiten in den Untersuchungsrevieren. Nach der Verlegung des Objektes 29 nach Neustadt/Orla übernahm das Objekt 09 ab 1952 die Restarbeiten in den noch bestehenden Revieren Neu Alberoda, Zeller Berg, Freibad, Lauter sowie Henneberg und brachte diese Arbeiten im Laufe des Jahres 1953 zum Abschluss. In der Zeit von 1947 bis 1953 wurden in den 15 Revieren des Untersuchungsgebietes insgesamt 17 Schächte und 80 Schurfschächte geteuft bzw. aufgewältigt sowie 27 Stolln aufgefahren. Nachgewiesenermaßen wurden 9,1 Tonnen Uran abgebaut. Als bauwürdig hat sich jedoch keines der Reviere erwiesen.

## Bergbaubetrieb

### Ausrichtung, Vorrichtung und Abbau
Das Ende 1948 gegründete Objekt 09 übernahm vom Objekt 02 die bereits in Förderung stehenden Schächte 38 und 66, sowie die in der Teufe befindlichen Schächte 186, 207 und 208. Aufgeschlossen waren die Marx-Semler-Sohle, sowie die Sohlen −30 und −60. Mitte 1949 wurden dem Objekt 09 noch die in Förderung stehenden Schächte 13 und 13bis, sowie die Stolln 128 und 129 zugeordnet. Im selben Jahr war auch der Teufbeginn für die Schächte 250 und 276 und das Lichtloch 9 des Marx-Semler-Stollns wurde als Schacht 237 in Betrieb genommen. Der Abbau bewegte sich auf den Sohlen Marx-Semler, −30 und −60. Es wurden die ersten 12,9 Tonnen Uran gefördert. Durch das Fehlen leistungsfähiger Fördermaschinen war man mit den vorhandenen Tagesschächten nicht in der Lage, größere Teufen zu erreichen. Die Lagerstätte wurde daher stufenweise über Blindschächte erschlossen. Im Sprachgebrauch innerhalb des Objektes wurde dafür der Begriff „Kaskaden“ verwendet.
Die I. Kaskade reichte von der Rasenhängebank bis zur −240-m-Sohle, die vom Schacht 38 im Jahr 1950 erreicht wurde. Von dieser Sohle aus wurde mit dem Teufen des Blindschachtes 38bis zur −380-m-Sohle begonnen. Der Schacht 276 (1949 Teufbeginn) ging mit dem Erreichen der Marx-Semler-Sohle in Betrieb. Der 1949 begonnene Schacht 250 wurde als erster Schacht bis zur −240-m-Sohle durchschlägig. Im Jahr 1950 wurde mit der Teufe der Schächte 296, 312 sowie dem Blindschacht 331 begonnen. Auf der −90-m-Sohle begann der Abbau und es wurden 65,4 Tonnen Uran gefördert.
Nach der Auflösung des Objektes 03 (Schneeberg) im September 1950, übernahm das Objekt 09 die verbliebenen Schachtverwaltungen 3 und 10 mit insgesamt 13 Schächten (3, 9, 10, 11, 24, 25, 43, 50, 72, 83, 130, 150, 200), 3 Blindschächten (24bis, 25bis, 90) und einem Schurf (18).
Im Jahr 1951 wurde der Blindschacht 38c von der −240-m-Sohle zur −300-m-Sohle und der Blindschacht 340 von der −120-m-Sohle zur −240-m-Sohle geteuft. Die Schächte 186, 207 und 208 gingen mit dem Erreichen der −240-m-Sohle und der Blindschacht 331 mit dem Erreichen der −180-m-Sohle in Betrieb. Der Abbau folgte der Vorrichtung ohne zeitliche Verzögerung und wurde auf die Sohlen −120 und −150 ausgedehnt. In Schneeberg wurden die Schächte 11 und 150 von der −30-m-Sohle bis zur −120-m-Sohle weiter geteuft bzw. aufgewältigt. Die Schächte 11 und 150 wurden abgeschrieben.
Im Jahr 1952 erreichte der Abbau die −180-m-Sohle, die mit einer Streckenlänge von 140.733 m die größte Sohle der I. Kaskade wurde. Zum Vergleich dazu betrug die Streckenlänge der Marx-Semler-Sohle nur 12.147 m. Die Förderung von Uran war im Jahr 1952 auf 321,3 Tonnen gestiegen. Um einen Erkundungsvorlauf zu schaffen, wurde im Jahr 1952 von der −240-m-Sohle mit der Teufe der Blindschächte 186bis, 186c, 207bis, 208bis und 312bis der Aufschluss der II. Kaskade bis zur −540-m-Sohle begonnen. Der Blindschacht 340 wurde in Betrieb genommen. Der zeitliche Abstand zwischen der Aus- und Vorrichtung und dem Abbau stieg an und erreichte auf der −540-m-Sohle drei Jahre. Zur Erweiterung der Vorratsbasis, wurden 1952 auch Teile des Grubenfeldes des zum Objekt 02 gehörenden Schachtes 64, dem Objekt 09 zugeordnet. In Schneeberg wurden die Schächte 9, 24, 24bis, 25, 25bis und 90 und der Schurf 18 abgeworfen.
Mit dem Erreichen der Sohlen −270 und −300 im Jahr 1953, begann gleichzeitig mit der Vorrichtung auch der Abbau. Der Schacht 66 wurde rekonstruiert und von der −60-m-Sohle zur −300-m-Sohle weiter geteuft. Der Schacht 38c erreichte mit der −480-m-Sohle und die Schächte 38bis und 312bis auf der −540-m-Sohle ihre Endteufe. Die Schächte 296 und 312 ging in Betrieb. In Schneeberg wurde zur Erkundung der Randbereiche der Lagerstätte der Schacht der Auferstehung-Christi-Fundgrube aufgewältigt. Gleichzeitig wurde der Schacht 43 abgeworfen
Im Jahr 1954 erreichten die Blindschächte 186bis, 207bis und 208bis mit dem Anschlagen der −540-m-Sohle sowie die Schächte 186c auf der −420-m-Sohle und 66 auf der −300-m-Sohle die jeweilige Endteufe. Um das Problem des fehlenden durchgängigen Zentralschachtes bis zu dieser Sohle zu beheben, wurde der Schacht 38 rekonstruiert. Dabei wurde die Schachtröhre erweitert und der Schacht bis zur −540-m-Sohle geteuft. Zusätzlich begann die Teufe von Schacht 186a und Blindschacht 296bis. In den Abbau einbezogen wurden die Sohlen −210, −240 und −330. Mit 1138 Tonnen Uran übernahm 1954 das Objekt 09 die Spitzenposition der Uranförderung in der SDAG Wismut. In Schneeberg wurden die Schächte 3, 10, 50 und 72 stillgelegt.
Um den weiter ansteigenden Förderumfängen gerecht zu werden, wurde 1955 mit dem Teufen des Schachtes 366 bis zur −540-m-Sohle begonnen. Es ist der erste, in Ziegelmauerung stehende Rundschacht, der SDAG Wismut. Im gleichen Jahr begann auch die Teufe des Schachtes 365 zur −240-m-Sohle. Die −540-m-Sohle wurde zur zentralen Sohle im gesamten Grubengebäude. Die Sohlen −360, −390 und −420 wurden in den Abbau überführt. In Schneeberg wurden die Schächte 130 und 200 abgeworfen.
Im August 1956 wurde mit der Einstellung der Produktion des Schachtes 83 (Türkschacht) der Bergbau in Schneeberg beendet. Um einen ausreichenden Vorratszuwachs zu gewährleisten, wurde mit der Erschließung der III. Kaskade von der −540-m-Sohle bis zur −990-m-Sohle begonnen. Der Sohlenabstand wurde von 30 m auf 45 m erhöht. Der Blindschacht 38IIbis wurde von der −540-m-Sohle zur −990-m-Sohle und der Blindschacht 207IIbis von der −540-m-Sohle zur −765-m-Sohle geteuft. Gleichzeitig war Beginn der Teufe für den zukünftigen Zentralschacht 371, einem Rundschacht mit Betonausbau, sowie den Wetterschächten 208W, 372 und 373. Der Schacht 186a erreichte auf der −240-m-Sohle seine Endteufe. Die Schächte 296bis und 366 gingen mit dem Erreichen der −540-m-Sohle in Betrieb. Auf den Sohlen −450 und −480 wurde der Abbau aufgenommen und auf der Marx-Semler-Sohle, sowie den Sohlen −30 und −60, der Abbau eingestellt. Der Schacht 276 wurde abgeworfen. Im Jahr 1956 erreichte die Förderung 2263 Tonnen Uran.
Im Jahr 1957 wurde mit der Teufe der Blindschächte 366bis und 371bis von der −540-m-Sohle zur −990-m-Sohle der Aufschluss der III. Kaskade forciert. Die Schächte 365 und 38IIbis gingen in Betrieb und der Abbau auf der −510-m-Sohle wurde aufgenommen.

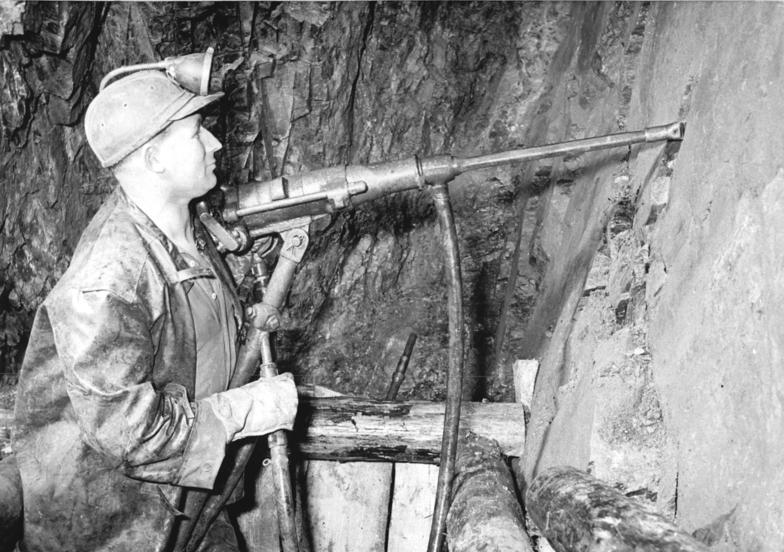
Bergmann mit Bohrhammer in Oberschlema im Jahr 1957, kurz vor der Eingliederung in das Objekt09

Am 1. April 1958 wurde das Objekt 02 (Oberschlema) aufgelöst und die letzte produzierende Schachtverwaltung 12 mit insgesamt 18 Schächten (5, 5bis, 6, 6bis, 7, 7bis, 14bis, 27, 27a, 64, 67, 125, 127, 259, 280, 309, 310, 311) und 8 Blindschächten (I, IV, V, 27bis, 271, 339, W I und W III) dem Objekt 09 zugeordnet. Der Abbau bewegte sich hier auf den Sohlen Marx-Semler bis −150, sowie auf den Sohlen −240 bis −540. Die −585-m-Sohle befand sich noch in der Vorrichtung. Noch im selben Jahr wurden die Schächte 5 und 6bis sowie die Blindschächte I und W III abgeschrieben.
In Niederschlema begann die Teufe des Blindschachtes 296IIbis von der −540-m-Sohle zur −990-m-Sohle. Der Wetterschacht 208W ging mit dem Erreichen der −720-m-Sohle in Betrieb. Der Abbau auf der −540-m-Sohle wurde aufgenommen und auf den Sohlen −90 und −120 eingestellt. Erstmals wurde mit einer Produktion von 3153 Tonnen Uran, das waren circa 50 Prozent der Jahresproduktion der SDAG Wismut, die 3000-Tonnen-Marke überschritten.

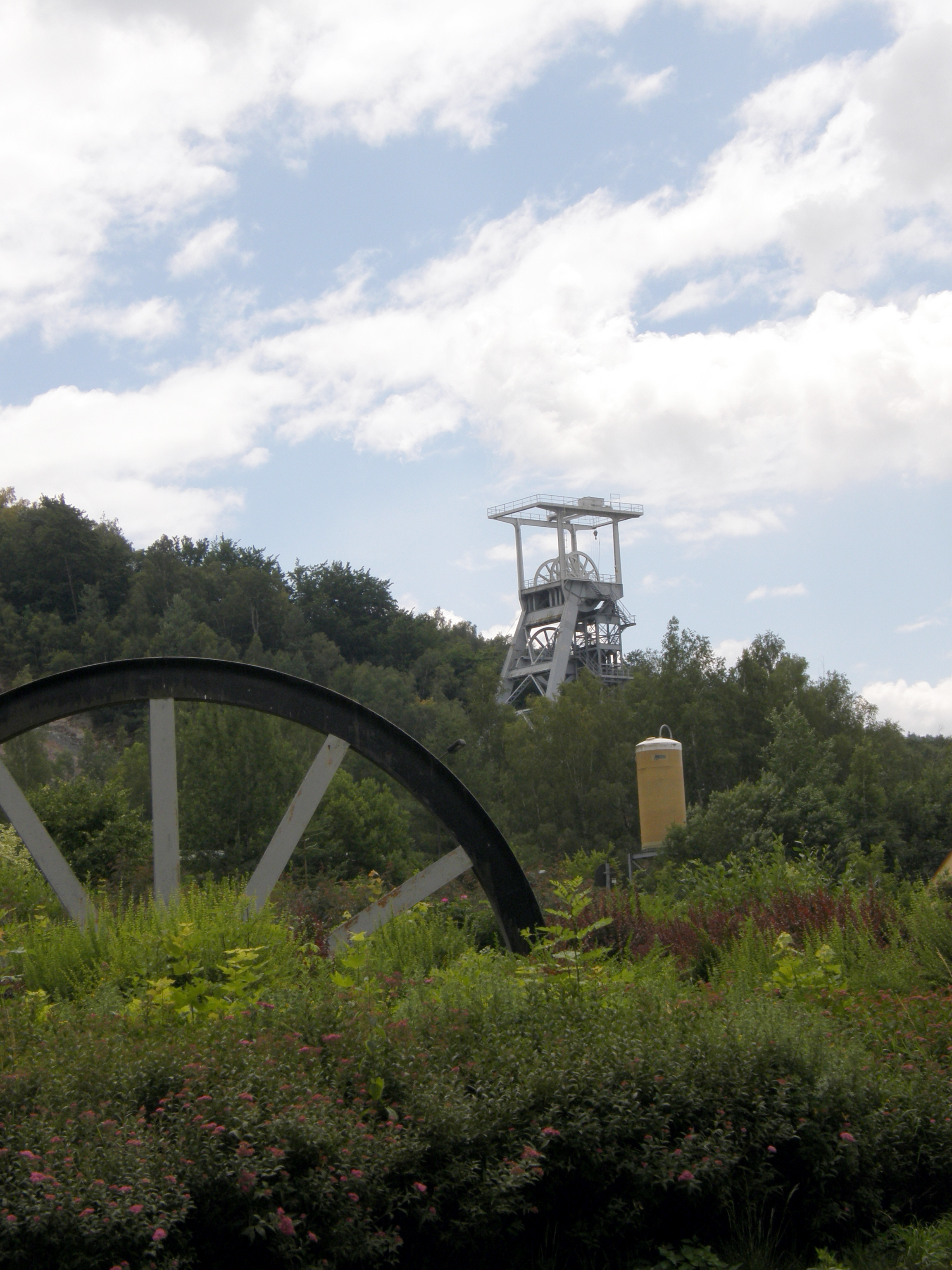
Förderturm des Schacht 371 in Hartenstein

Im Jahr 1959 gingen die Schächte 371, 372 und 373 mit dem Erreichen der −990-m-Sohle sowie der Blindschacht 207IIbis mit Erreichen der −765-m-Sohle in Betrieb. Um die Frischwettersituation auf den tieferen Sohlen zu verbessern begann die Teufe der Wetterschächte 382 und 383. Mit der Aufnahme des Abbaues auf der −585-m-Sohle, ging auch die erste Sohle der III. Kaskade in Produktion. Der Abbau auf den Sohlen −150, −180 und −210 wurde im Jahr 1959 eingestellt. Die Schächte 13, 237 sowie der Blindschacht 340 wurden abgeworfen. In Oberschlema wurde die −630-m-Sohle aufgefahren und der Abbau oberhalb der −480-m-Sohle zum Jahresende eingestellt. Die Schächte 5bis, 7, 14bis, 27a, 64, 67 und 125 sowie die Blindschächte IV, 271 und 339 wurden abgeschrieben.
Im Jahr 1960 wurde in Oberschlema der Abbau eingestellt und die Schächte 127, 311 sowie die Blindschächte V, 27bis und W I abgeworfen. In Niederschlema wurde der Abbau auf der −630-m-Sohle aufgenommen, und auf den Sohlen −270, −300, −330 und −360 eingestellt. Mit dem Erreichen der −990-m-Sohle gingen die Blindschächte 296IIbis, 366bis und 371bis in Betrieb. Der Schacht 208 wurde rekonstruiert, die Schachtröhre zum Rundschacht erweitert und von der −240-m-Sohle zur −816-m-Sohle weiter geteuft.
Mit der Abbaueinstellung auf der −240-m-Sohle im Jahr 1961 endete der Bergbau auf der I. Kaskade. Insgesamt wurden auf der I. Kaskade, bei einer Teufenerstreckung von 270 m, 4968 t Uran abgebaut. Im gleichen Jahr wurde der Abbau auf den Sohlen −675 und −720 aufgenommen sowie auf den Sohlen −390 und −420 eingestellt. In Oberschlema wurden die Schächte 27, 280 und 309 abgeschrieben.
In Niederschlema begann 1962 die Teufe des Blindschachtes 208IIbis von der −810-m-Sohle zur −990-m-Sohle. Der rekonstruierte Schacht 208 ging als Frischwetterschacht in Betrieb. Die Schächte 13bis, 365 sowie der Blindschacht 312bis wurden abgeworfen. Während der Abbau auf der −765-m-Sohle aufgenommen wurde, wurde er auf der −450-m-Sohle eingestellt. Mit der Produktion von 4230 Tonnen Uran, das waren etwa 60 Prozent der Jahresproduktion der SDAG Wismut, wurde zum ersten Mal die 4000-Tonnen-Marke überschritten. In Oberschlema wurde der Schacht 259 abgeworfen.
Im Jahr 1963 begann der Aufschluss der IV. Kaskade mit der Teufe der Blindschächte 366IIbis und 371IIbis von der −990-m-Sohle zur −1350-m-Sohle. Die Schächte 186a und 312, sowie die Blindschächte 186c und 296bis, wurden abgeworfen. Der Abbau bewegte sich, mit der Aufnahme der Förderung auf den Sohlen −810 und −855, weiter in die Tiefe. Der Abbau auf der −480-m-Sohle wurde eingestellt. Die Uranproduktion erreichte mit 4553 Tonnen ihren Höchststand. Danach begann ein stetiger, zunehmend schnellerer Rückgang der Fördermengen.
Im Jahr 1964 begann die Teufe des Wetterblindschachtes 208IIW von der −720-m-Sohle zur −1170-m-Sohle. Die Wetterschächte 382 und 383 gingen mit dem Erreichen der −1305-m-Sohle in Betrieb. Der Blindschacht 208IIbis ging mit Erreichen der −990-m-Sohle in Betrieb. Der Schacht 250 wurde abgeworfen. Auf den Sohlen −900 und −945 wurde die Produktion aufgenommen, auf der −510-m-Sohle hingegen eingestellt. In Oberschlema wurde der Schacht 6, der bis dahin als Pumpstation für die Wasserhaltung diente, abgeworfen.
Mit über 8000 Tonnen Uran, davon 4228 Tonnen aus dem Objekt 09, erreicht die Uranproduktion der SDAG Wismut im Jahr 1965 ihren Höhepunkt. Mit dem Beginn der Teufe des Wetterblindschachtes 372bis von der −990-m-Sohle zur −1620-m-Sohle, wurde der Aufschluss der V. Kaskade vorbereitet. Der Blindschacht 371IIbis ging in Betrieb. Mit der −990-m-Sohle ging die letzte Sohle der III. Kaskade in Betrieb. Der Blindschacht 38c sowie der Schacht 207 wurden abgeworfen. Auf der −540-m-Sohle endete mit der Einstellung des Abbaues der Bergbau auf der zweiten Kaskade vorläufig. Bis zum endgültigen Betriebsende im Jahr 1988, wurden auf der II. Kaskade bei einer Teufenerstreckung von 300 m, insgesamt 19.065 t Uran abgebaut. In Oberschlema wurde der Schacht 310, der zuletzt als Wetterschacht für Niederschlema diente, abgeworfen.
Im Jahr 1966 gingen der Wetterblindschacht 208IIW und der Blindschacht 366IIbis in Betrieb. Der Schacht 186 sowie die Blindschächte 38bis, 186bis und 208bis wurden abgeworfen. Die IV. Kaskade ging mit der Aufnahme der Produktion auf den Sohlen −1035 und −1080 in Betrieb. Auf der −585-m-Sohle wurde der Abbau eingestellt. Die Gesamtproduktion von Objekt 09 viel unter die 4000-Tonnen-Marke.
Bedingt durch die sehr reichen Vorräte auf den in Produktion befindlichen Sohlen, erfolgte die weitere Erschließung in der Teufe sehr langsam. Im Jahr 1967 wurde der Abbau auf der −630-m-Sohle eingestellt.
Im Jahr 1968 wurde die −1125-m-Sohle in Betrieb genommen sowie der Abbau auf der −675-m-Sohle eingestellt. Die Jahresproduktion von Objekt 09 sank unter die 3000-Tonnen-Marke. In Oberschlema wurden im Bereich des Blaufarbenwerkes letztmals Revisionsarbeiten durchgeführt.
Im Jahr 1969 ging der Wetterschacht 372bis mit dem Erreichen der −1620-m-Sohle in Betrieb.
Die im Jahr 1970 in Produktion genommene −1170-m-Sohle, war mit einer Auffahrungslänge von 116.597 m, die größte Sohle der IV. Kaskade. Hier zeichnete sich deutlich ab, dass sich mit zunehmender Teufe das Abbaugebiet verkleinerte. Im gleichen Jahr wurde die Produktion auf der −720-m-Sohle eingestellt. Der Schacht 66 und der Blindschacht 207bis wurden abgeworfen. In Oberschlema wurde der Schacht 7bis, der bis dahin als Pumpstation für die Wasserhaltung diente, abgeworfen.
Die Uranproduktion des Bergbaubetriebes sank im Jahr 1971 unter die 2000-Tonnen-Marke und erreicht damit nur noch 24 Prozent der Gesamtproduktion der SDAG Wismut.
Im Jahr 1972 begann die Produktion auf der −1215-m-Sohle und nach 10 Jahren endete der Abbau auf der −765-m-Sohle. Der Produktionszeitraum auf den Sohlen der II. Kaskade betrug im Vergleich dazu durchschnittlich nur 6,5 Jahre.
Mit der Teufe des Wetterblindschachtes 373bis (von der −990-m-Sohle zur −1170-m-Sohle) und des Blindschachtes 383bis (von der −1305-m-Sole zur −1710-m-Sohle), begann im Jahr 1973 die Ausrichtung der V. Kaskade. Im gleichen Jahr gingen die Sohlen −1260 und −1305 in Betrieb. Die −810-m-Sohle wurde abgeworfen. Mit dem Schacht 38 wurde der letzte Schacht auf Schlemaer Flur abgeworfen.
Im Jahr 1974 ging mit der −1350-m-Sohle die letzte Sohle der IV. Kaskade in Produktion. Der Abbau auf der −855-m-Sohle wurde eingestellt. Die Teufe des Wetterblindschachtes 373IIbis von der −1170-m-Sohle zur −1350-m-Sohle begann und der Wetterblindschacht 373bis wurde in Betrieb genommen.
Die an der Südflanke der Lagerstätte gefundenen bauwürdigen Vererzungen wurden ab der −900-m-Sohle abgebaut. In dieser Folge stieg die Zahl der produzierenden Sohlen ständig an. Waren es in den Jahren 1961/62 acht Sohlen, so waren es im Jahr 1975 schon 11 produzierende Sohlen. Der Wetterblindschacht 373IIbis ging im Jahr 1975 in Betrieb.
Mit der −1395-m-Sohle, ging 1976 die erste Sohle der V. Kaskade in Betrieb. Im selben Jahr wurde der Wetterblindschacht 373IIIbis von der −1350-m-Sohle zur −1440-m-Sohle geteuft und Ende des Jahres auch in Betrieb genommen. Die Gesamtjahresproduktion fällt unter 1000 Tonnen Uran. Damit belegte der Bergbaubetrieb nur noch den 5. Platz von 7 produzierenden Betrieben innerhalb der SDAG Wismut.
Im Jahr 1977 begann die Teufe des Wetterblindschachtes 373IVbis von der −1440-m-Sohle zur −1530-m-Sohle und die −1440-m-Sohle ging in Betrieb.
Der Wetterblindschacht 373IVbis und der Blindschacht 383bis gingen im Jahr 1978 in Betrieb. Infolge der vielversprechenden Abbauergebnisse auf der Südflanke der Lagerstätte, wurde die −855-m-Sohle wieder in Abbau genommen. Gleichzeitig ging auch die −1485-m-Sohle in Betrieb.
Durch den sich nach unten und oben ausweitenden Bergbau, stieg die Zahl der in Produktion befindlichen Sohlen im Jahr 1979 auf 15 und deren Teufenerstreckung auf 675 m an.
Im Jahr 1980 erreichte der Abbau die −1530-m-Sohle.
Der Abbau auf der −540-m-Sohle wurde im Jahr 1981 wieder aufgenommen und gleichzeitig auf den Sohlen −855 und −900 eingestellt. Die Teufe der Wetterblindschächte 373Vbis (von der −1530-m-Sohle zur −1620-m-Sohle) und 373VIbis (von der −1620-m-Sohle zur −1710-m-Sohle) begann. Der Wetterblindschacht 373Vbis ging noch im selben Jahr in Betrieb.
Im Jahr 1982 begann der Abbau auf der −1575-m-Sohle und der Wetterblindschacht 373VIbis ging in Betrieb. Der Abbau auf der −945-m-Sohle wurde eingestellt.
Mit der Einstellung des Abbaues auf der −990-m-Sohle im Jahr 1983 endete auch der Betrieb auf einer der wichtigsten Sohlen des Bergbaubetriebes. Auf der −1620-m-Sohle wurde der Abbau aufgenommen. Mit dem Beginn der Teufe des Blindschachtes 383IIIbis von der −1620-m-Sohle zur −1890-m-Sohle, wurde der Aufschluss der VI. Kaskade begonnen.
Im Jahr 1984 wurde der Abbau auf den Sohlen −720 und −765 wieder aufgenommen. Auf der −1035-m-Sohle wurde der Betrieb eingestellt.
Im Jahr 1985 begann der Abbau auf der −1665-m-Sohle und wurde auf den Sohlen −675 und −810 wieder aufgenommen. Damit stieg die Zahl der in Produktion befindlichen Sohle auf 18 an. Auf der −1080-m-Sohle wurde der Abbau eingestellt. Die Teufe des Wetterblindschachtes 208IVW von der −1350-m-Sohle zur −1530-m-Sohle wurde begonnen.
Im Jahr 1986 wurde der Abbau auf der −630-m-Sohle wieder aufgenommen und auf der −1125-m-Sohle eingestellt. Der Wetterblindschacht 208IVW ging mit dem Erreichen der −1530-m-Sohle in Betrieb. Von der −1170-m-Sohle zur −1350-m-Sohle wurde mit der Teufe des Wetterblindschachtes 208IIIW begonnen. Die Teufe des Wetterblindschachtes 373VIIbis von der −1710-m-Sohle zur −1800-m-Sohle wurde begonnen, jedoch im gleichen Jahr aus wirtschaftspolitischen Erwägungen abgebrochen. Die Teufe des Blindschachtes 383IIIbis wurde 26 m unterhalb der −1800-m-Sohle ebenfalls aus wirtschaftspolitischen Erwägungen eingestellt und damit der Aufschluss der VI. Kaskade abgebrochen. Der von der −1620-m-Sohle zur −2070-m-Sohle geplante Blindschacht 383IIbis kam nicht mehr zur Ausführung. Damit wurde hier bei −1482,60 m NN der tiefste Punkt des Grubengebäudes erreicht. Gerechnet von der Rasenhängebank des Hauptschachtes 371, betrug die Gesamtteufe des Grubengebäudes somit 1837,6 m.
Mit der Produktionsaufnahme auf der −1710-m-Sohle ging im Jahr 1987 die letzte Sohle der V. Kaskade in Produktion. Der Abbau auf der −585-m-Sohle wurde wieder aufgenommen sowie der Abbau auf den Sohlen −1170 und −1215 eingestellt. Der Wetterblindschacht 208IIIW ging mit dem Erreichen der −1350-m-Sohle in Betrieb.
Mit der Aufnahme des Abbaues auf den Sohlen −1755 und −1800 ging 1988 die VI. Kaskade in Betrieb. Der Abbau auf der −540-m-Sohle wurde eingestellt.
Nach dem Abbau von 2,7 Tonnen Uran auf der −1800-m-Sohle endete der Abbau auf der tiefsten Sohle des Reviers im Jahr 1989. Im gleichen Jahr wurde der Abbau auch auf den Sohlen −585, −630, −675, −1260, −1305 und −1350 eingestellt. Mit der Abbaueinstellung auf der −1350-m-Sohle endete der Abbau auf der IV. Kaskade, auf der bei einer Teufenerstreckung von 360 m insgesamt 14.841 t Uran abgebaut wurden.
Im Jahr 1990 wurde auch der Abbau auf den Sohlen −720, −765, −810, −1395, −1440, −1485, −1575, −1620, −1665 und −1755 beendet. Der Abbau auf der III. Kaskade endete mit der Abbaueinstellung auf der −810-m-Sohle. Bei einer Teufenerstreckung von 450 m, wurden insgesamt 36.495 t Uran abgebaut. Mit Einstellung des Abbaus auf der −1755-m-Sohle endete auch der Abbau auf der VI. Kaskade. Auf ihr wurden insgesamt 34,2 Tonnen Uran abgebaut. Wirtschaftspolitischen Erwägungen geschuldet, unterblieb die Vor- und Ausrichtung der beiden Sohlen (−1755 und −1800) der VI. Kaskade weitestgehend. Auch die 1985 berechneten Vorräte von 4277 Tonnen Uran bis zur geplanten −2070-m-Sohle wurden 1991 auf 1048,8 Tonnen Uran nach unten korrigiert und abgeschrieben.
Mit der Einstellung des Abbaues auf den Sohlen −1530 und −1710 endete im April 1991 auch der Abbau auf der V. Kaskade. Bei einer Teufenerstreckung von 360 m wurden insgesamt 7092 t Uran abgebaut. Nach 43 Jahren wurde somit im April 1991 der aktive Bergbau in der Lagerstätte Niederschlema-Alberoda beendet.

### Eingesetzte Fördertechnik
Die ersten vom Objekt 02 übernommenen und im Zeitraum von 1947 bis 1949 geteuften Schächte waren schon nach einheitlichem Typus errichtete rechteckige Schächte mit Holzausbau und einem lichten Querschnitt von 8,5 m² (z. B. Schächte 13bis, 38, 66, 186 und 208). Die im Jahr 1949 ebenfalls noch im Untersuchungsgebiet geteuften Schürfe, die teilweise auch bis zur −240-m-Sohle reichten, hatten hingegen einen lichten Querschnitt von 5,0 m². Die in dieser Zeit über den Schächten errichteten Holzfördertürme und die eingesetzten Fördermaschinen TM 23 gestatteten eine maximale Teufe von 300 m und eine maximale Fördergeschwindigkeit von 5 m/s mit einem Hunt im Fördergestell.
Schon ab Ende 1949 hatten die geteuften Schächte einen lichten Querschnitt von 12,0 m². Es waren rechteckige Schächte mit Holzausbau, mit denen über 4 Trümer mit 2 Fördermaschinen gefördert werden konnte. Obwohl standfestere runde oder ovale Schächte mit Ausmauerung teilweise schon seit Jahrhunderten üblich waren, setzte die Wismut AG aus Unkenntnis der Dimension und Teufe der Lagerstätte weiterhin auf die schnell und preiswert zu errichtenden rechteckigen Schächte mit Holzförderturm.
Zum Einsatz bei der horizontalen Förderung kamen in den ersten Jahren Hunte in Form von Stirnkippern und Seitenkippern. Diese Hunte hatten ein Volumen von 0,44 m³ und eine Spurweite von 600 mm. Das Befüllen der Hunte und der Transport durch das Grubengebäude wurden in den ersten Jahren zum großen Teil mit reiner Muskelkraft durchgeführt. Die Streckenauffahrungen hatten bis zur −330-m-Sohle einen Querschnitt von 3,5 m² bis 5 m². Als Zugmittel wurde schon vereinzelt die Akkulok EGS Karlik eingesetzt, die ab 1947 von der Bleichert Transportanlagenfabrik der AG „Transmasch“ Leipzig gebaut wurden. Die Akkulok wog 2,2 Tonnen und verfügte über eine Anzugskraft von 2 kN bei einer Höchstgeschwindigkeit von 5,9 km/h.
Ab 1949 wurde das manuelle Befüllen der Hunte schrittweise durch den Einsatz der ersten Wurfschaufellader vom Typ PML 3 abgelöst. Wahrscheinlich auch ab 1949 wurden die ersten Akkuloks vom Typ Metallist aus dem BBA Aue eingesetzt. Diese Akkulok wog 2,9 Tonnen und verfügte über eine Anzugskraft von 2,1 kN bei einer Höchstgeschwindigkeit von 6 km/h. Sie wurde bis Ende der siebziger Jahre als „Universallok“ eingesetzt, da sie mit ihrer geringen Breite (780 mm) und einem befahrbaren Kurvenradius von 5 m bestens für die kleinen Streckenquerschnitte und engen Kurvenradien geeignet war.
Analog dazu wurden auch größere Hunte mit einem Volumen von 0,60 m³ eingesetzt, wodurch die Förderung rasant anstieg. Dieser Anstieg führte zu Problemen bei den bestehenden Schachtanlagen, da diese für die anfallende Fördermenge unterdimensioniert waren. Vorerst scheute man jedoch die Teufe neuer Schächte und erweiterte deshalb ab März 1953 den Schacht 66 auf einen lichten Querschnitt von 16,75 m² und dessen Teufe bis zur −300-m-Sohle. Zusätzlich erhielt der Schacht 66 als erster Schacht der Wismut AG ein Stahlfördergerüst (zweigeschossiges Vollwand-Doppelstrebgerüst) und als erster Schacht im Objekt 09 eine Skipförderung. Gefördert wurde über 4 Skip- und 2 Gestelltrümer. Zur Förderung wurden wahrscheinlich 3 Trommelfördermaschinen eingesetzt. Ab dem 1. April 1954 wurde auch die Schachtröhre des Schachtes 38 auf einen lichten Querschnitt von 20,41 m² erweitert und bis zur −540-m-Sohle weiter geteuft. Er erhielt ein zweigeschossiges Vollwand-Doppelbockgerüst und zur Förderung 2 Koepe-Maschinen. Damit konnte die Fördergeschwindigkeit auf 16 m/s erhöht werden. Gefördert wurde über 4 Trümer. Die Fördergestelle hatten auf 2 Etagen Platz für jeweils 2 Hunte, womit nun 8 Hunte gleichzeitig gefördert werden konnten.
Die Anfang der 1950er Jahre zur −540-m-Sohle geteuften Blindschächte hatten ebenfalls einen rechteckigen Querschnitt in schon standardisierten Maßen und waren mit Holz ausgebaut. Die Schächte 38bis und 38c hatten die Abmessung von 4,02 m × 3,20 m und einen lichten Querschnitt von 12,86 m². Sie besaßen 2 Fördertrümer und waren zur einetagigen Gestellförderung mit zwei Hunten ausgelegt. Die Schächte 186bis, 186c, 207bis, 208bis, 296bis und 312bis hatten die Abmessung von 6,67 m × 2,00 m und einen lichten Querschnitt von 13,34 m². Sie besaßen 4 Fördertrümer und waren zur einetagigen Gestellförderung mit einem Hunt ausgelegt. Zur Förderung dienten Trommelfördermaschinen vom Typ TM 23.
Durch die sich abzeichnende Teufenerstreckung der Lagerstätte wurden ab Mitte der 1950er Jahre größere Schächte notwendig. Der ab März 1955 geteufte Schacht 366 war der erste Rundschacht der SDAG Wismut. Der Querschnitt betrug hier 23,75 m² und der Ausbau erfolgte mit Ziegeln. Der Schacht 366 erhielt ein zweigeschossiges Vollwand-Doppelstrebgerüst und wurde mit 2 Koepe-Maschinen ausgerüstet. Gefördert wurde über 2 Skiptrümer und 2 Gestelltrümer. Ebenfalls in Ziegelmauerung und als Rundschächte wurden die Wetterschächte 208W (lichter Querschnitt 23,20 m²) und 372 (lichter Querschnitt 38,46 m²) ausgeführt. Der ab dem 1. April 1956 geteufte Schacht 371 mit einem Querschnitt von 38,46 m² war der erste Rundschacht mit Betonausbau. Er verfügte über ein zweigeschossiges Vollwand-Strebgerüst und war mit 2 Koepe-Maschinen ausgerüstet. Gefördert wurde wie bei Schacht 366 über je 2 Skiptrümer und 2 Gestelltrümer.
Der lichte Querschnitt der in den Jahren 1955 und 1956 geteuften Blindschächten 38IIb, 207IIbis, 208IIbis, 296IIbis, 366bis und 371bis erreichte 20 m². Bedingt durch den größeren Querschnitt konnten nun bei 4 Fördertrümern je 2 Hunte je Etage gefördert werden. Zum Einsatz kamen zweietagige Fördergestelle und Fördermaschinen vom Typ TM 300.
Mit der Einführung der neuen Lade- und Transporttechnik (z. B. Wurfschaufellader PM 17 bzw. PML 63 und der Akkulok Metallist) unter Tage machten sich auch größere Profile in der Auffahrung der Strecken notwendig. Sie erreichten 1954 auf der −540-m-Sohle 7,5 m².
Da die Förderumfänge ständig stiegen, brauchte man auch auf den Nebenstrecken leistungsfähigere Loks. Aus diesem Grunde wurde im Jahr 1961 aus 2 Akkutendern und einem dazwischen aufgehängten Führerhaus einer Metallist die Akkulok EL 61 entwickelt.
Mit den 4 Wetterschächten 372 (Rundschacht im Ziegelausbau), 373, 382 und 383 (Rundschächte mit Betonausbau), wurde das Teufen von Tagesschächten abgeschlossen. Während die Schächte 372, 373 und 382 für Notfahrung und Schachtkontrolle eine Trommelfördermaschine erhielten, wurde auf dem Schacht 383 eine Bobine aufgestellt. Die zwischen 1963 und 1965 geteuften Blindschächte 366IIbis und 371IIbis waren bei einem lichten Querschnitt von 26 m² mit 4 Fördertrümern und einer zweietagigen Gestellförderung für je zwei Hunte ausgerüstet.
Ab Mitte der 60er Jahre wurde der Schacht 371 durch die Stilllegung aller anderen Förderschächte des Objektes zum Hauptschacht. Er hatte eine Förderkapazität von 410 t/h. Der Schacht 366 diente fortan als Havarie- und Materialschacht. Hauptfördersohle wurde nach der Umstellung des Fördersystems die −990-m-Sohle.
Wahrscheinlich ab 1967 wurden auch die ersten Fahrdrahtloks vom Typ EL 6 eingesetzt, da diese nun über die ausgebauten Schächte unter Tage verbracht werden konnten. Die Fahrdrahtlok EL 6 wurde ab 1951 im LEW Hennigsdorf gebaut, wog acht Tonnen und verfügte über eine Anzugskraft von 21 kN bei einer Höchstgeschwindigkeit von 25 km/h. Mit einer Länge von 4450 mm und einem kleinsten befahrbaren Kurvenradius von 8 m, konnte sie aber nur auf den Hauptstrecken eingesetzt werden.
Durch die immer länger werdenden Förderwege erfolgte ein doppelgleisiger Ausbau der Hauptstrecken und zunehmend wurden Akkuloks der Typen EL 61 und EL 71 eingesetzt. Neue Hauptstrecken wurden, je nach Ausbauart, mit einem Querschnitt zwischen 8,1 m² und 10,5 m² aufgefahren.
Ab 1973 wurden die ersten Fahrdrahtloks vom Typ EL 30 aus dem BBA Aue eingesetzt. Im Gegensatz zur EL 6 konnte die EL 30 aufgrund der geringeren Abmessungen auch in kleineren Strecken eingesetzt werden.
Ab Ende der siebziger Jahre wurde die Akkulok B 360 als Weiterentwicklung der Metallist eingesetzt. Analog zur Akkulok EL 61 wurde die im BBA Aue gebaute Akkulok B 660 eingesetzt.
Ab 1985 wurden 20 bei VEB Inducal Göllingen gebaute EL 6/01 eingesetzt. Sie entsprach weitestgehend der EL 6. Da die eingesetzten Fahrdrahtloks EL 6 / EL 6/01 nicht für alle Einsätze geeignet waren, wurden in der schachteigenen Werkstatt insgesamt 9 Tandemloks EL 30 T gebaut. Während die Loks der Typen B 360 und EL 30 Zuglängen von bis zu 18 Vollhunten bewältigten, konnten die entsprechenden Tandemvarianten die doppelte Anzahl Vollhunte ziehen. Die Loks der Typen EL 6 und EL 6/01 waren sogar in der Lage, Züge mit bis zu 50 Vollhunten zu ziehen.

### Wetterführung

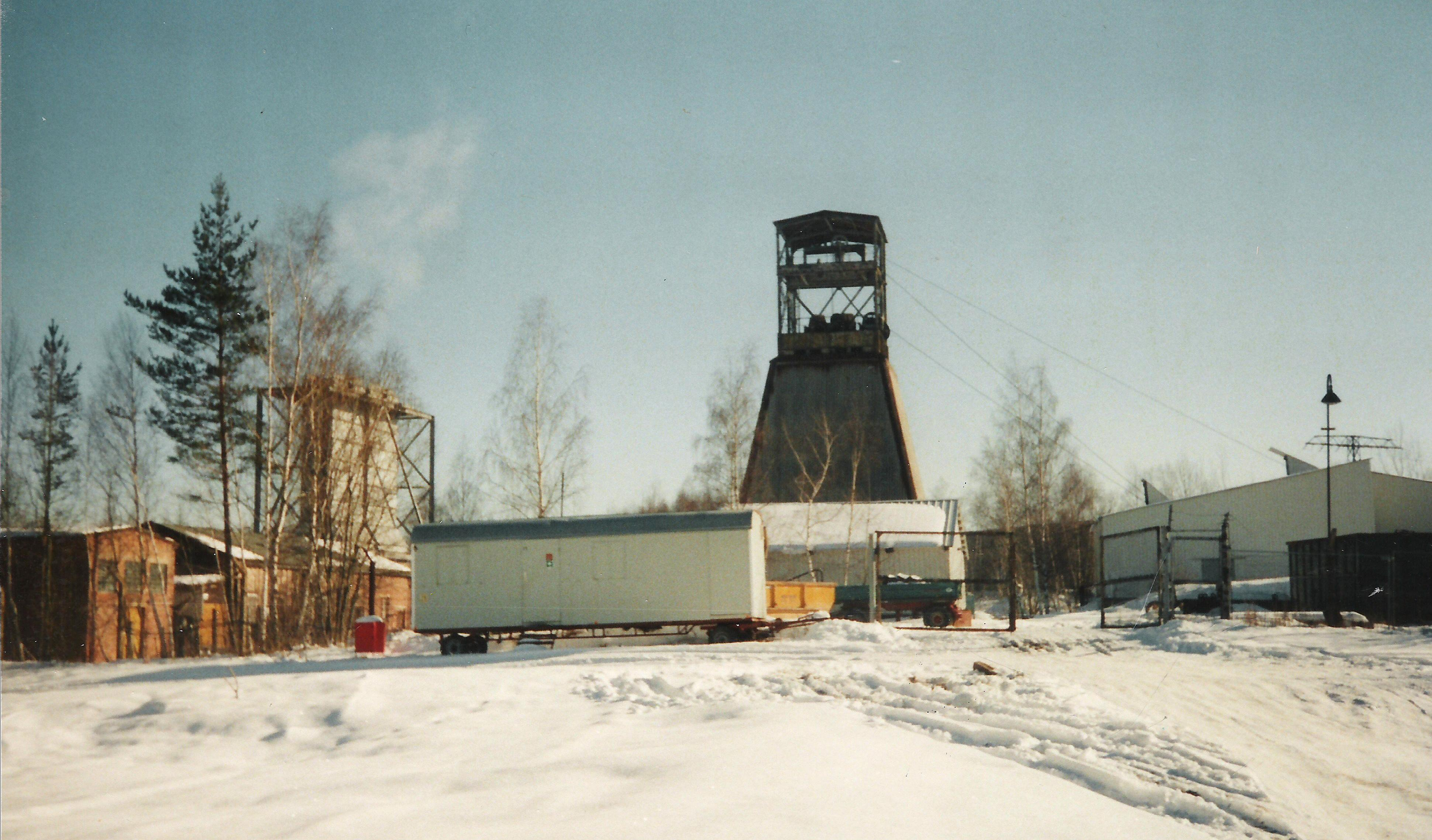
Wetterschacht 382 im Jahr 2003

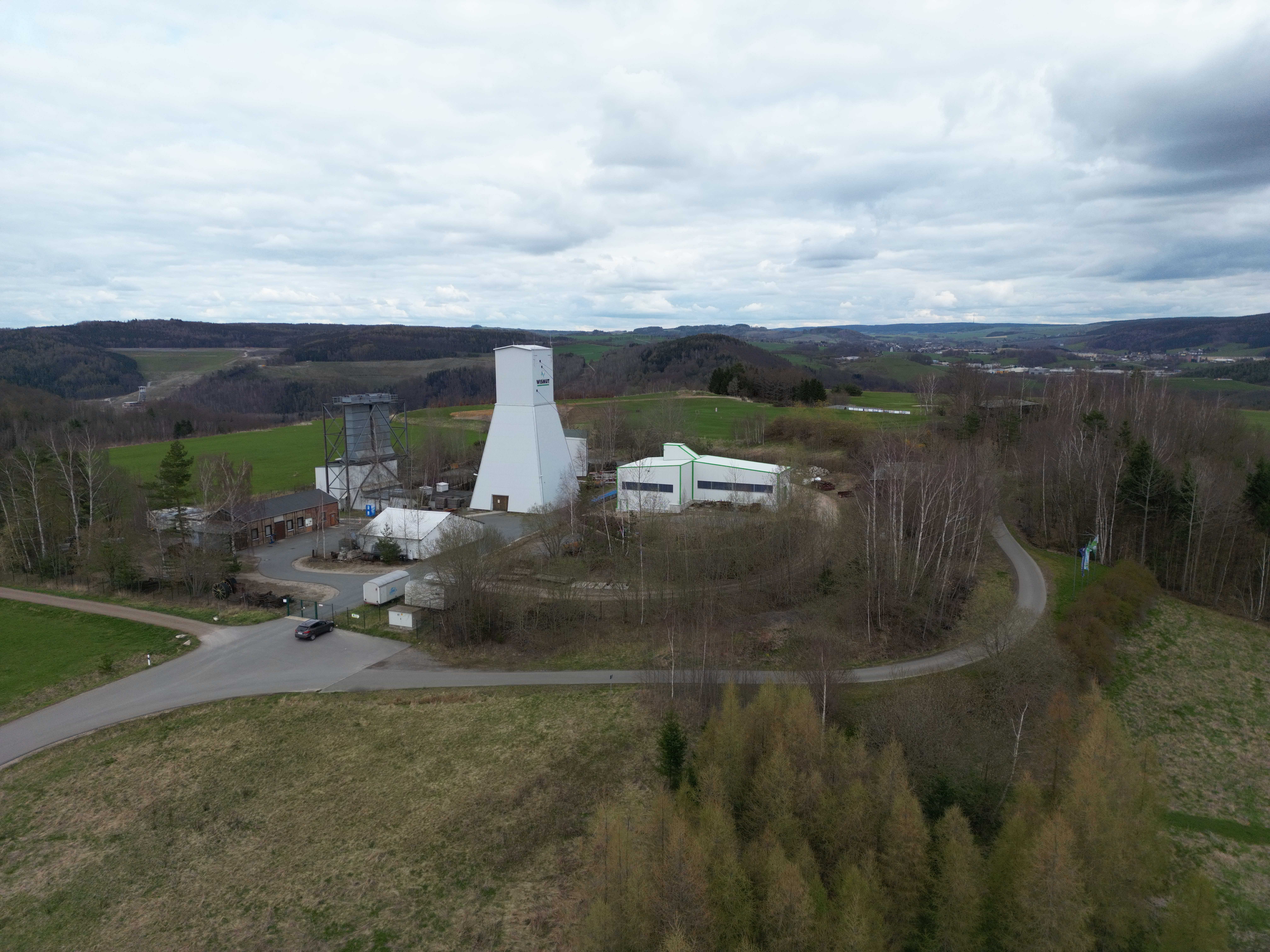
Wetterschacht 382 im Jahr 2023

Ziel der Bewetterung ist neben der Frischluftversorgung vor Ort auch die Abführung der im Grubenbetrieb entstehenden Stäube und Aerosole und im Uranbergbau die Minderung der Radonbelastung für die Bergleute. Speziell in Niederschlema wurde durch die Bewetterung auch die Kühlung der Temperatur vor Ort erreicht, da die Gesteinstemperatur auf den tiefsten Sohlen 65 °C erreichte. Bei der Bewetterung unterscheidet man zwischen Hauptwetterführung über stationären Hauptgrubenlüfter an den Schächten und Sonderbewetterung mit Hilfe von transportablen Lüftern zur Bewetterung der Auffahrungs- und Arbeitsorte.
In den Anfangsjahren des Uranbergbaus konnten die Grubenbaue kaum zielgerichtet bewettert werden. Genutzt wurde im Wesentlichen der natürliche Wetterstrom durch Temperaturunterschiede. Zur Bewetterung der Arbeitsorte nach dem Sprengen wurde die vorhandene Pressluft genutzt. Gesetzliche Grundlage zu dieser Zeit waren die Allgemeinen Bergpolizeivorschriften für das Land Sachsen vom 27. September 1929 und die sich daraus ergebenden Sicherheitsvorschriften für Wetterführung und Schlagwetter sowie Geleucht- und Lampenwirtschaft aus dem Jahr 1932.
Ab 1949 gab es erste Sicherheitsvorschriften durch die Wismut AG, in denen für jeden in der stärkstbelegten Schicht gleichzeitig beschäftigten Arbeiter, eine Frischwettermenge von 3 m3/min Frischwetter gefordert wurden. Diese Vorschrift galt auch für die eingesetzten Pferde, für die 6 m3/min gefordert wurden. Um diese Vorschriften zu erfüllen, wurde 1949 mit dem Aufbau eines Wetterdienstes begonnen. Zur Gewährleistung der Sonderbewetterung vor Ort wurde Lutten aus Pappe mit einem Durchmesser von 20 bis 30 cm und blasenden Lüftern mit einer Leistung von 3 kW eingesetzt.
Die ersten gesetzlichen Vorschriften der DDR zur technischen Sicherheit und den Arbeitsschutz im Erzbergbau, in denen auch die Vorgaben für die Bewetterung geregelt waren, wurden am 30. Dezember 1952 erlassen. Ein generelles Umdenken zum notwendigen Aufbau eines zentralen Bewetterungssystems erfolgte aber erst nach dem Grubenbrand am 16. Juli 1955 auf der −480-m-Sohle im Füllortbereich des Blindschachtes 208bis. Dabei fanden 33 Bergleute den Tod.
Ab Mitte der fünfziger Jahre wurden in der Sonderbewetterung wegen der längeren Haltbarkeit zunehmend Blechlutten mit Durchmessern von 40, 50 und 60 cm eingesetzt.
Ab 1955 führte sowjetisches Personal des geophysikalischen Dienstes Messungen zur Radonbelastung durch. Diese Messergebnisse wurden aber nicht veröffentlicht. Gesetzliche Regelungen zum Strahlenschutz gab es zu dieser Zeit nicht.
Im Jahr 1956 begann man mit den Teufen von 5 Wetterschächten (208W, 372, 373, 382 und 383). Mit der Inbetriebnahme der Abwetterschächte 208W (Dezember 1958), 372 (Mai 1959), 373 (März 1960) und dem als Rundschacht rekonstruierten und bis zur −816-m-Sohle geteuften Schacht 208 (November 1961) wurde die Hauptbewetterung schrittweise verbessert. Die Bewetterung erfolgte saugend über die an den Schächten 372 und 373 installierten Hauptgrubenlüfter. Die ausziehende Wettermenge betrug rund 75.000 m3/min. Als einziehende Schächte fungierten dabei die Schächte 38, 66, 207, 366, 371, 382 und 383.
Im Jahr 1957 begann die systematische Radonüberwachung durch Entnahme von Luftproben. Diese Überwachung wurde durch die aus 15 Personen bestehende „Gruppe Dosimetrie“ durchgeführt. Je nach Höhe der festgestellten Grenzwertüberschreitung wurden Warnungen ausgesprochen, aber auch Arbeitsorte gesperrt. Jährlich wurden etwa 10 Prozent der belegten Betriebsorte gesperrt.
Mit dem Erreichen der −990-m-Sohle im Jahr 1959 wurde eine Kühlung der Wetter erforderlich. Die Gesteinstemperatur auf dieser Sohle betrug 40,6 °C. Da zu diesem Zeitpunkt der Bergbau bis in eine Tiefe von 1400 bis 1500 m geplant war, wurde der Einsatz von Kühlaggregaten unter Tage notwendig.
Am 10. Juni 1964 trat auch die erste Strahlenschutzverordnung in Kraft (GBl. II Nr. 76, S. 655–678). Novellierungen folgten am 26. November 1969 und am 11. Oktober 1984. Dadurch galten nun gesetzliche Festlegung von Grenzwerten der radioaktiven Belastung und somit auch neue Richtlinien für die „Dosimetrische Gruppe“.
Ab 1965 wurde mit Messung der Konzentration der Radonfolgeprodukte an allen ständig belegten Arbeitsorten unter Tage begonnen.
Durch die eingeleiteten Maßnahmen zur Verbesserung der Bewetterung stieg die je Arbeitskraft und Minute verfügbare Wettermenge zwischen 1960 und 1965 von 12 m³ auf 36 m³.
Um bei der großen flächenmäßigen Ausdehnung der Sohlen eine noch effektivere Bewetterung zu ermöglichen, begann man ab 1958 mit der Auffahrung spezieller Wettersohlen. Diese lagen 6 m unter den entsprechenden Hauptsohlen und dienten der schnellen Abführung der Abwetter. Aufgefahren wurden die Sohlen −486, −546, −636, −726, −816, −906, −996, −1086, −1176, −1266, −1356 und −1626. Um eine ausreichende Wettermenge zur Verfügung stellen zu können, wäre ab 1000 m Teufe für jede der Hauptsohlen eine spezielle Wettersohle nötig gewesen. Da dieser Aufwand, speziell ab der V. Kaskade mit dem Rückgang der Bauwürdigkeit zu hoch gewesen wäre, wurden außerhalb des produktiven Bereiches Abwetterblindschächte geteuft (z. B. 373bis bis 373VIIbis), die dann an die Hauptwetterschächte der oberen Kaskaden angeschlossen wurden.
In der Sonderbewetterung wurden auf der V. und VI. Kaskade nur noch Lutten von 600 mm Durchmesser verwendet und bei längeren Auffahrungen mit zwischengeschalteten Wetterkühlern versehen.
Das Vordringen in immer größere Tiefen führte neben der ständig steigenden Gesteinstemperatur auch zu immer weiteren Wetterwegen. Um eine ausreichende Wettermenge zu gewährleisten, wurden über Tage an den Wetterschächten 382 und 383 Lüfter zur zusätzlich blasenden Bewetterung aufgebaut. Diese gingen im Juli 1964 am Schacht 382 und im Februar 1965 am Schacht 383 in Betrieb.
Im Jahr 1975 betrug die je Arbeitskraft und Minute verfügbare Wettermenge 50 m³ und somit mehr als das Vierfache der verfügbaren Wettermenge im Jahr 1960.
Um die in der Arbeits- und Brandschutzanordnung 120 (ABAO 120) geforderten Arbeitsplatztemperaturen von 25 °C bis 30 °C zu erreichen, mussten die einziehenden Wetter gekühlt werden. Diese Aufgabe wurde mit Hilfe des Institut für Wärmetechnik der Akademie der Wissenschaften der Ukraine in mehreren Stufen gelöst. An den Schächten 382 und 383 wurden zusätzlich Kühlanlagen zur Wetterkühlung errichtet, die im April 1964 bzw. April 1965 in Betrieb gingen. Damit konnte nun die Kühlung der Frischwetter in den Sommermonaten erfolgen. Die beweglichen Kühlaggregate, die unter Tage den einziehenden Wetterstrom unmittelbar vor Ort kühlten, reichten jedoch bald nicht mehr aus. Zur Kühlung des Hauptwetterstromes wurden deshalb auf den Sohlen −765, −855, −945, −1035 und −1305 zusätzliche stationäre Wetterkühler errichtet. Die notwendige Abkühlung des Kühlwassers der beweglichen Grubenwetterkühler erfolgte durch Wärmetauscher auf den Sohlen −945, −990 und −1305. Das dafür benötigte Kaltwasser wurde in den Kühlanlagen der Schächte 382 und 383 erzeugt. Nach der Erweiterung der Kühlanlagen am Schacht 383 betrug die Vorlauftemperatur des Kühlwassers 5 °C. Das Kühlwasser wurde den Wärmetauschern unter Tage über ein wärmeisoliertes Hochdrucksystem in einem geschlossenen Kreislauf zur Verfügung gestellt.
Die große räumliche Ausdehnung des Grubengebäudes machte es inzwischen notwendig, das Wettersystem und die Wetterkühlung in einen Ost- und einen Westteil zu trennen. Damit entstanden zwei unabhängige Wetterkreisläufe. Zur Wetterkühlung der Sohlen unterhalb der −1485-m-Sohle wurde 1976 auf der −1485-m-Sohle eine Anlage mit Turbo-Kaltwassersätzen und 1986 auf der −1620-m-Sohle eine Anlage mit Schraubenkaltwassersätzen errichtet.
Um die Staubbelastung der Frischwetter gering zu halten, wurden sehr lange und wenig befahrene Grubenbaue innerhalb des Frischwetterstromes durch Aufstreuen von MgCl2-Flocken oder Waschen der Stöße mit MgCl2-Lauge feucht gehalten und somit der Staub gebunden. Ab 1972 waren dafür ständig zwei entsprechende Waschzüge im Einsatz.
Obwohl die Einstellung des Bergbaues im Objekt 09 ab 1984 absehbar war, wurden die Arbeiten zur Rekonstruktion und Leistungserhöhung der Hauptgrubenlüfter des Wetterschachtes 273 noch zu Ende geführt. Damit erhöhte sich die verfügbare Wettermenge nochmals auf nun 74,2 m³ je Arbeitskraft und Minute.
Die geplante Wetterkaskade der Schächte 366IIIbis bis 366 VbIII bis zur −1800-m-Sohle sowie die Fortführung der Wetterkaskade Schacht 373 mit den Schächten 373 VIIbis und 373VIIIbis bis zur −1890-m-Sohle wurde nicht mehr realisiert.
Im Juni 1989 ging als erster Wetterschacht der Schacht 208W außer Betrieb. Ihm folgte mit dem Abschalten der Lüfter Schacht 382 im Oktober 1989. Die Kühlanlagen der Schächte 382 und 383 wurden im November 1989 bzw. November 1990 abgeschaltet und die Wetterschächte 383 und 372 gingen im Mai 1990 bzw. November 1990 außer Betrieb.
Nach dem Abschalten der Hauptgrubenlüfter am Schacht 208 im April 1994, ging im November 1997 auch der Schacht 373 als letzter Wetterschacht nach der Flutung der höchsten angeschlagenen Sohle (−540-m) außer Betrieb.
Um weiterhin eine Bewetterung der noch vorhandenen Grubenteile zu gewährleisten, wurde der ehemalige Frischwetterschacht 382 zum Abwetterschacht umgebaut. Er ging am 27. September 1997 in Betrieb. Die einziehenden Grubenbaue waren der Schacht 15IIbis, das Lichtloch 15a in Oberschlema und der Schacht 208 und das Lichtloch 9 in Niederschlema. Um die Wetterführung bis zur vollständigen Flutung der Grube zu gewährleisten, mussten auf den Sohlen Marx-Semler, −60 und −240 umfangreiche Arbeiten durchgeführt werden. Es mussten 47,1 km abgeworfene Grubenbaue wieder geöffnet und 31,5 km davon aufgewältigt werden.
Nach der vollständigen Flutung der tiefer gelegenen Grubenbaue im Januar 2009 spielt die Marx-Semler-Stollnsohle als tiefste wasserfreie Sohle eine wichtige Rolle bei der weiteren Bewetterung der auf Dauer wasserfreien Grubenräume in Schlema und Schneeberg.

### Wasserhaltung
Der Wasserzulauf in das Grubengebäude erfolgte über Spalten und Klüfte im Gebirgsverband, wobei geologische Tiefenwässer keine Rolle spielten.
Der Wasserzulauf war, bezogen auf die Teufe und die räumliche Erstreckung der Lagerstätte, sehr unterschiedlich. Während auf der I. Kaskade stündlich 500 bis 800 m³ Wasser anfielen, waren es auf der V. Kaskade nur 25 bis 30 m3/h. So nahm die Wassermenge trotz der größer werdenden Teufe von 820 m3/h im Jahr 1953 nur auf 860 m3/h im Jahr zu (Durchschnitt 1965 bis 1990).
Mit der zunehmenden Teufe nahmen auch die meteorologischen Einflüsse auf das Grubenwasser ab. Auf der −240-m-Sohle waren diese Einflüsse erst mit einer Zeitverzögerung von 14 Tagen feststellbar. Ab der −360-m-Sohle waren diese Einflüsse nur noch schwer nachweisbar und traten mit einer Verzögerung von etwa drei Monaten auf.
Auch die horizontale Verteilung der Wasserzuläufe war nicht gleichmäßig. Bei einer Querschlagsauffahrung zum Schacht 365 auf der −240-m-Sohle kam es zu Wasserzuflüssen von 219 m3/h. Der Schacht 365 selber war mit Zuflüssen von bis zu 61 m3/h der wasserreichste Schacht des Objektes. Auch an der Südflanke am Granitkontakt kam es selbst auf tieferen Sohlen noch zu erheblichen Wasserzuflüssen. Im Gegensatz dazu traten auf den Sohlen −1395, −1440 und −1480 an der Ostflanke der Lagerstätte keine Wasserzuflüsse auf.
Die Mineralisierung der Grubenwässer im Objekt 09 war gering, während der Radongehalt beachtliche Werte erreichen konnte. Bei einer 1959 durchgeführten Untersuchung wurde der höchste Wert mit 120.150 Becquerel auf der −420-m-Sohle am Schacht 38 gefunden. Das entsprach etwa 66 Prozent des Wertes, der an der berühmten Hindenburgquelle in Oberschlema mit 182.250 Becquerel gemessen wurde.
Um die der Grube zusitzenden Wässer zu heben, war ein aufwendiges System aus Rohren, Pumpenanlagen und Speicherbecken notwendig.
Die ersten Pumpstationen der Hauptwasserhaltung wurden auf der −240-m-Sohle an den Schächten 38, 186 und 207 aufgebaut. Mit dem Vordringen des Bergbaues in die Teufe, wurden auf der −540-m-Sohle weitere Pumpstationen an den Blindschächten 38bis und 186bis sowie am Schacht 371 errichtet. Später folgten weitere Pumpstationen auf der −720-m-Sohle an den Blindschächten 207IIbis und 366bis sowie am Gesenk 2/585. Bis 1960 kamen noch Pumpstationen auf der −810-m-Sohle (am Wetterschacht 1 und am Blindschacht 371bis) sowie auf der −990-m-Sohle (am Blindschacht 371bis) hinzu. Die Gesamtförderleistung betrug 6210 m3/h.
Mit der Einstellung des Bergbaues in Oberschlema im Jahr 1960 wurde es notwendig, die bisher von den dortigen Pumpenstationen gelösten Grubenwässer zentral zu heben. Für diesen Zweck wurde auf der −546-m-Sohle am Schacht 38 eine leistungsfähige Pumpenstation mit einer Kapazität von 750 m3/h errichtet, die im III. Quartal 1960 in Betrieb genommen wurde. Dadurch konnten alle Pumpstationen im Revier Oberschlema schrittweise außer Betrieb genommen werden.
Mit der Einstellung des Bergbaues auf der I. Kaskade im Jahr 1961 und dem Aufschluss der IV. Kaskade ab 1963, musste auch in Niederschlema die Wasserhaltung an das sich verändernde Grubenfeld angepasst werden. Die drei Pumpstationen auf der −240-m-Sohle wurden stillgelegt. Die neue Anlage am Schacht 38 auf der −546-m-Sohle fördert die anfallenden Grubenwässer aus dem Oberschlemaer Revier und die zusitzenden Wässer der Blindschächte 38bis und 207bis über den Schacht 208 in das Absatzbecken Borbach. Auch die Pumpstation am Blindschacht 186bis mit einer Kapazität von 236 m3/h fördert die Grubenwässer über den Schacht 208 in das Absatzbecken Borbach, welches wiederum in die Zwickauer Mulde entwässert. Die auf der −540-m-Sohle am Schacht 371 installierte Pumpstation förderte die anfallen Grubenwässer über eine Abwasserreinigungsanlage in die Zwickauer Mulde. Dabei betrug die maximale Fördermenge 300 m3/h. Die auf der −996-m-Sohle am Blindschacht 296IIbis mit einer Kapazität von 600 m3/h errichtete Pumpstation förderte die in den tiefen Lagerstättenteilen anfallenden Grubenwässer zu den Pumpstationen der Schächte 38 und 371.
Über eine Förderleistung von 750 m3/h verfügte die auf der −1312-m-Sohle am Blindschacht 372bis errichtete Pumpstation. Diese Pumpstation förderte die zwischen der −990-m-Sohle und der −1305-m Sohle, anfallenden Fallwässer sowie die Grubenwässer der tiefer liegenden Lagerstättenteile zur Pumpstation am Schacht 296IIbis. Drei weitere Pumpstationen am Blindschacht I auf der −1485-m-Sohle, am Blindschacht 383bis auf der −1710-m-Sohle und am Blindschacht 383IIIbis auf der −1800-m-Sohle, förderten die Grubenwässer in Etappen zur Pumpstation auf der −1305-m-Sohle. Bedingt durch die großen Förderhöhen kamen vorwiegend Axialkolbenpumpen zum Einsatz. Ein System von untertägig angelegten Speicherbecken mit einem Gesamtvolumen von 58.000 m³, vervollständigte das System der Grubenwasserhaltung.
Mit der Einstellung des Bergbaues begann die planmäßige Flutung des Grubengebäudes. Der Flutungspegel erreichte Ende 1991 schon die −1485-m-Sohle. Die Menge der zu hebenden Wässer verringerte sich von 1989 bis 1993 auf etwa 50 Prozent. Im Jahr 1993 erfolgte auch die Flutung der −1035-m-Sohle. Durch die größere Ausdehnung des Grubenreviers auf den oberen Sohlen verlangsamte sich das Flutungstempo kontinuierlich. Ende 1997 erreichte der Wasserstand die −540-m-Sohle. Mit dem Erreichen der −90-m-Sohle im Jahr 2001 wurde die Flutung gestoppt. Nach dem Abschluss der Sanierungsarbeiten auf den oberen Sohlen wurde bis 2008 auch die −60-m-Sohle geflutet. Das endgültige Abflussniveau im Bereich der Marx-Semler-Stollnsohle wird erst mit der Fertigstellung des Stollenumbruches im Jahr 2013 hergestellt. Dieser soll, beginnend am Lichtloch 14, das Deformationsgebiet in südlicher Richtung umfahren und im Bereich des König David Schachtes in die bereits vorhandene Umfahrung von 1822 eingebunden werden. Die unterhalb der Marx-Semler-Sohle anfallenden Grubenwässer werden in Zukunft über die 0,60 m unter dem Niveau des Mundloches des Marx-Semler-Stolln am rechten Muldenufer liegende Auslaufrösche der Wasserbehandlungsanlage in Niederschlema austreten. Die Wasserbehandlungsanlage befindet sich zwischen dem Bahnhof Niederschlema und dem Schacht 371. Die Grubenwässer aus dem Schlemaer Grubenbauen oberhalb der Marx-Semler-Sohle und dem Schneeberger Grubenfeld fließen direkt und ohne Wasserbehandlung über den Marx-Semler-Stolln in die Zwickauer Mulde.
Anfang September 2011 wurden die für die Wasserhaltung des Grubengebäudes Schlema – Alberoda verantwortlichen 5 Tauchpumpen im Schacht 208 ausgebaut. Ihre Arbeit haben 2 Tauchpumpen in einem Gesenk im Bereich der Wasserbehandlungsanlage übernommen. Der Schacht 208 wird bis 2014 verwahrt.

### Haldenwirtschaft
Die beim Vortrieb, Ausrichtung und Abbau anfallende Bergemasse wurde außerhalb des Grubengebäudes auf Halden (Spitzkegelhalden und Flachhalden) abgelagert. An insgesamt 18 Schachtstandorten gab es mehr oder weniger große Halden, die teilweise von mehreren Schächten genutzt wurden. Insgesamt wurden im Bereich des Objektes 09 rund 39 Mio. m³ Haldenmaterial auf einer Fläche von etwa 230 Hektar abgelagert.
Die Zusammensetzung des Haldenmaterials variierte sehrt stark. Auf den Halden der Wetterschächte 208W, 372 und 373 sind nur die Bergemassen aus der Teufe der Schächte und der Vorrichtung der Füllortbereiche gelagert. Dadurch handelt es sich vorwiegend um Nebengesteine (z. B. Phyllite, Quarzite, Diabas, Frucht- und Knotenschiefer). Die Halden der Förderschächte 38, 66, 296, 312, 366 und 371 beinhalten dagegen zusätzlich zu den Nebengesteinen bis zu 15 Prozent Gangmaterial, da über diese Schächte die Bergemassen aus dem Vortrieb und dem Abbau gefördert wurden. Dieses Gangmaterial besteht überwiegend aus Karbonaten, Fluorit, Baryt und Quarz. Die Erzminerale spielen dabei kaum eine Rolle. So liegt der Arsengehalt als höchster Metallanteil zwischen 0,01 Prozent und 0,03 Prozent und der Urangehalt zwischen 0,002 Prozent und 0,0035 Prozent.
Die Haldenschüttung erfolgte zum Großteil über Terrakonikanlagen. Dies führte zu den im Erzgebirge typischen Spitzkegelhalden (z. B. die drei Halden des Schachtes 366). Um der Rutschungsgefahr vorzubeugen, wurden die Halden in der Folge zu Kegelstümpfen umgebaut, indem man die Spitzen der Halden entsprechend abflachte.
Neben den Spitzkegelhalden wurden die Bergemassen auch auf sogenannten Flachhalden abgelagert. Typisches Beispiel für Flachhalden sind die Halden des Schachtes 382. Hier wurden rund 4,2 Mio. m³ Haldenmaterial verschiedener Schächte, vor allem aus Oberschlema abgelagert, da die Lagerkapazitäten im engen Schlematal ausgeschöpft waren. Die Aufschüttung erfolgte mit Hilfe einer mit Dampfloks betriebenen Haldenbahn.
Der sich ab Mitte der sechziger Jahre zum Hauptschacht entwickelnde Schacht 371, nutzte für die Verkippung der Bergemassen ein an das Betriebsgelände angrenzendes Tal. Die über eine Terrakonik geförderten Bergemassen wurden an einer Übergabestation in einen Massebunker zwischengelagert, anschließend auf LKW verladen und zur Halde transportiert und dort verkippt. So wurden allein auf dieser Halde etwa 13,1 Mio. m³ Haldenmaterial aus dem gesamten Grubengebäude abgelagert. Zur Staubbekämpfung im Bereich der Verladung der Bergemasse und auf deren Transportwegen wurde im Sommer eine Wasserberieselungsanlage eingesetzt. Im Winter übernahmen diese Aufgabe Sprühfahrzeuge mit Magnesiumchloridlauge.
Ab den 1950er Jahren durften Halden nur nach Genehmigung durch die Bergbehörde des Bezirkes Karl-Marx-Stadt angelegt werden und die Aufschüttung der Halden wurde überwacht. Um die Einhaltung der behördliche Vorschriften zu gewährleisten, fand monatlich eine Überprüfung durch den Hauptmarkscheider und den zuständigen Bereichsleiter (bis 1964 Bereichsleiter Markscheidedienst, anschließend Bereichsleiter Aufbereitung und ab 1983 Bereichsleiter Förderung) des Bergbaubetriebes statt. Die letzte gültige Haldenverordnung (Gesetzblatt der DDR, Teil I, Nr. 31) stammt aus dem Jahr 1980. In dieser Verordnung wurden Festlegungen für das Anlegen von Halden (Abtragung des Kulturbodens vor dem Anlegen der Halde und Einlagerung für die spätere Abdeckung) und die Standsicherheit (z. B. Böschungswinkel und der Abstand der Bermen) getroffen. Um den Eigenbedarf an Schotter zu decken, wurde 1960 am Schacht 366 eine erste Brecheranlage errichtet. Da dieser Anlage die Möglichkeit fehlte, im Haldenmaterial noch vorhandene Uranerze auszusortieren, wurde die Anlage im Jahr 1970 stillgelegt. Eine neue Brecheranlage mit der entsprechenden Sortiermöglichkeit und einer Kapazität von 430.000 Tonnen im Jahr, wurde im Jahr 1975 auf der Halde des Schachtes 371 errichtet. In einer zwischen der SDAG Wismut und dem VEB Hartsteinwerke Oelsnitz geschlossenen Kooperationsvereinbarung, übernahmen die Hartsteinwerke diese Anlage samt Personal zur Nutzung.
Schon ab Mitte der 60er Jahre wurde Haldenmaterial zu Schotter verarbeitet und innerhalb der DDR verkauft (z. B. zum Bau des Rostocker Überseehafens). Dafür wurde die Halde des Schachtes 65 abgetragen. Ab dem Jahr 1975 wurden auch das Haldenmaterial der Schächte 127 und 311 in einer Brecheranlage am Schacht 127 zu Schotter verarbeitet.
Das Haldengebiet in Oberschlema wurde bereits ab Mitte der 1960er Jahre erstmals saniert. Auch im Gebiet Niederschlema wurde Anfang der 1970er Jahre damit begonnen, die Halden der Schächte 38, 66, 207 und 296 abzuflachen und entsprechend zu bepflanzen. Das durch die Haldenbahn aufgeschüttete gewaltige Plateau am Schacht 382 wurde ebenfalls saniert. Der Abtransport der Halden der Schächte 13bis und 250, die sich in der Ortslage Niederschlema befanden, kam aus Kostengründen nicht zu Stande. Erst in den Jahren 1991/92 wurde dies durchgeführt.
Im Zuge der Sanierungsarbeiten der WISMUT GmbH wurden bis heute fast alle Halden saniert. Die Metallgehalte der aus den Halden austretenden Sickerwässer liegen, von Arsen abgesehen, unter den derzeit gültigen gesetzlichen Grenzwerten. Da der Grenzwert für Arsen nur teilweise und geringfügig überschritten wird, besteht derzeit keine Notwendigkeit einer zusätzlichen Wasserbehandlung. An der Halde Schacht 371 wurde im Auftrag der WISMUT GmbH eine Versuchsanlage in Form von Constructed Wetlands mit Sumpfpflanzen und Algen zur Wasserreinigung errichtet, die derzeit im Probebetrieb läuft. Im Zuge der Sanierung wurden die Halden neu profiliert, radonsicher abgedeckt und nachhaltig begrünt. Damit gingen sowohl die Staubbelastung, als auch der Austritt von Sickerwässern stark zurück. Als eine der letzten großen Halden wurde im Jahr 2010 die Halde des Schachtes 296 (952.000 m³) saniert.

## Sanierungsbetrieb

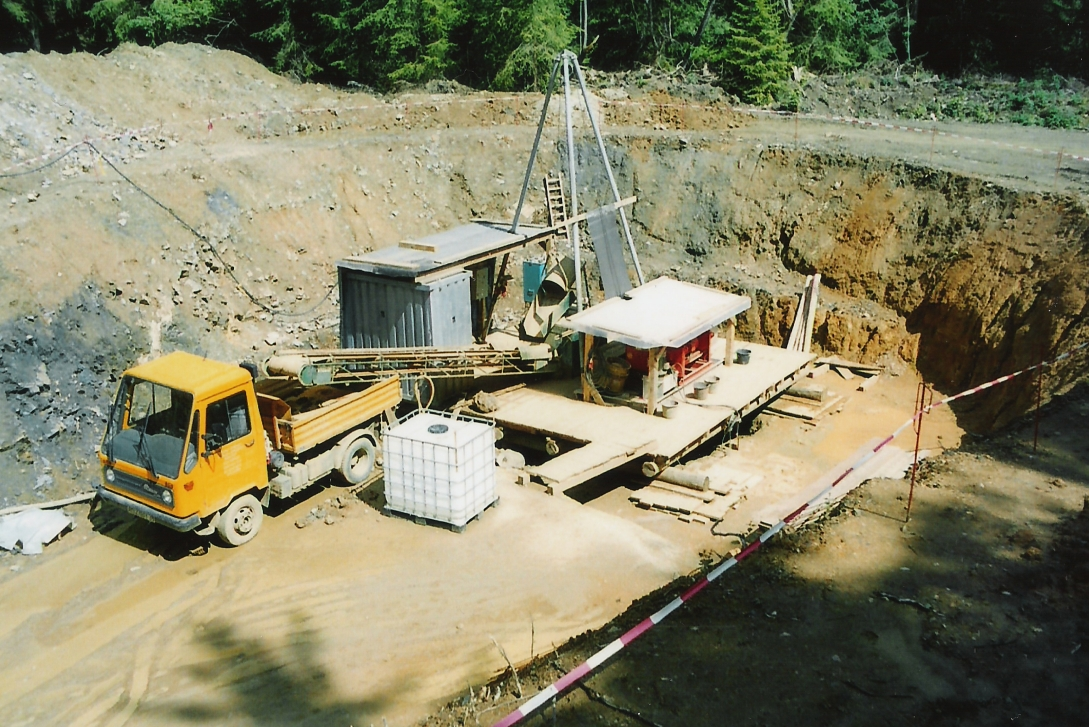
Sanierung des Schachtes 26

Mit der Umwandlung des Bergbaubetriebes Aue in den Sanierungsbetrieb Aue am 1. Januar 1992, wurden die rechtlichen Grundlagen zur Sanierung der über- und untertägigen Anlagen sowie der in Anspruch genommenen Flächen geschaffen.
Die untertägige Sanierung begann unmittelbar nach Abschluss des aktiven Bergbaues im Jahr 1991.
Die Fläche des Grubenfeldes umfasste zusammen mit dem 1958 übernommenen Baufeld Oberschlema insgesamt 32 km². Von den ursprünglich 4200 km gleisgebundenen Grubenbauen, die bis zur Betriebseinstellung aufgefahren wurden, waren 1990 noch 176,3 km zugängig und von den vorhandenen 51 Tages- und 50 Blindschächten mussten 9 Tages- und 4 Blindschächte in Abhängigkeit vom Flutungsverlauf der Grubenbaue offen gehalten werden.

### Untertägige Sanierung
Am Beginn der untertägigen Sanierung stand die Entfernung sämtlicher technischer Schadstoffe (Öle, Fette, Säuren, Sprengstoffe, Ammoniak, Freone sowie technische Gase) aus dem Grubengebäude und eine fachgerechte Entsorgung dieser Stoffe.
Weiterhin musste alles rollende Material aus der Grube entfernt werden, um eine reibungslose Flutung zu gewährleisten. Nach einer entsprechenden radiometrischen Überprüfung wurde es der Verwertung zugeführt. Eine Demontage der stationären untertägigen Anlagen wurde aus Kostengründen nur dort durchgeführt, wo es für die ordnungsgemäße Verwahrung notwendig war.
Zur Gewährleistung des Rückbaues und der Entsorgung auf den einzelnen Sohlen, wurde ab Juni 1992 bis zum 3. November 1997 die Flutung des Grubengebäudes gesteuert. Dazu wurden täglich circa 9.000 m³ Grubenwasser gehoben und in das Absetzbecken Borbachtal gepumpt. Im November 1997 wurde auch die letzte Wasserhaltung außer Betrieb genommen. Um aber weiterhin die Flutung bei Bedarf steuern zu können, wurden 5 Tauchpumpen im Schacht 208 installiert.
Für die planmäßige Flutung der Grube wurden auch 7,5 km durch Abmauerung hermetisierte Grubenbaue geöffnet, um so eine unkontrollierte Flutung dieser Bereiche zu verhindern.
Um die weitere Verwahrung der Grube durchführen zu können, musste vor der Flutung der −540-m-Sohle der Frischwetterschacht 383 zum Abwetterschacht und der Abwetterschacht 208 zum Mannschafts- und Seilfahrtsschacht umgebaut werden. Zu diesem Zweck wurden fahrbare Verbindungen auf den Sohlen Marx Semler, −60 und −240 aufgewältigt bzw. neu geschaffen. Bei diesen Arbeiten wurden insgesamt 47,1 km Grubenbaulänge rekonstruiert.
Um das Auftreten von Bergschäden in der Zukunft zu verhindern, mussten tagesnahe Grubenbaue bis zu einer Teufe bis 50 m verfüllt werden. Da zu diesen Grubenbauen oftmals keine Verbindung mehr bestand, wurden sie über Gesenke angefahren. Um diese Bergsicherungsarbeiten durchführen zu können, wurde die Flutung der Grube im Jahr 2001 mit dem Erreichen der −90-m-Sohle gestoppt. Nach Abschluss dieser Arbeiten wurde die Flutung der Grube planmäßig fortgesetzt und der Wasserstand erreichte im Jahr 2008 die −60-m-Sohle.
Zur Reinigung der kontaminierten Grubenwässer wurde am rechten Muldeufer 1997 eine Wasserbehandlungsanlage errichtet. In ihr werden alle anfallenden Grubenwässer für die Dauer von mindestens 30 Jahre gereinigt. Um eine gleichmäßige Grubenwasserzuführung zur Wasserbehandlungsanlage zu gewährleisten, dient der Grubenraum zwischen der Marx-Semler-Sohle und der −60-m-Sohle mit einem Volumen von 1,5 Mill. m³ als Pufferspeicher. Erst nach dem Erreichen einer innerhalb der gesetzlichen Grenzwerte liegenden Wasserqualität, wird Wasserbehandlungsanlage außer Betrieb genommen und der restliche Grubenraum geflutet.
Bei der Verwahrung der Tages- und Blindschächte konnten die Blindschächte ohne weitere Vorbehandlung geflutet wurden. Die Tagesschächte im Revier Niederschlema wurden verfüllt (66, 186, 186a, 250, 275, 372, 365) oder mit einer Betonplombe verwahrt (38, 207, 208W, 296, 366). Die Planungen für die Verwahrung der Tagesschächte übernahm das ehemalige Institut für Bergbausicherheit Leipzig. Neben der Verwahrung dieser Tages- und Blindschächte wurden an verschiedenen Schächten in Oberschlema Nachverwahrungsarbeiten vorgenommen. Dies betraf Im Jahr 1989 die Schächte 6bis, 15bis und 64, im Jahr 1990 die Schächte 8 und 127 sowie im Jahr 1991 die Schächte 14 und 14bis. Der Schacht 12 wurde 1992 wieder geöffnet und fahrbar gemacht, um einen weiteren Zugang zur Marx-Semler-Sohle zu schaffen.

### Übertägige Sanierung
Neben Gebäuden und Anlagen der verschiedenen Schachtstandorte und Hilfsbetriebe, umfasste die Sanierung der übertägigen Anlagen auch die aufgeschütteten Halden sowie das Absetzbecken Borbachtal.
In den Jahren 1991/92 wurden die Halden der Schächte 13bis und 250 abgetragen und in das Deformationsgebiet Oberschlema verbracht. Nach dem Aufbringen einer Abdeckung und Kulturboden, entstand hier der Kurpark von Oberschlema.
Für den Bau des Autobahnzubringers wurde ein Teil der Halde des Schachtes 366 umgelagert. Alle anderen Halden wurden am Ort belassen und dort saniert. Die Haldenböschungen wurden abgeflacht und mit einer Lehmschicht zur Eindämmung der Radonexhalation versehen. Nach der Aufbringung von Kulturboden folgte eine Begrünung der Haldenflächen. Saniert wurden auch Halden, die schon in den siebziger und achtziger Jahren planiert und aufgeforstet wurden, da diese scheinbar nicht den heute geltenden Vorschriften entsprachen. Dazu war es notwendig, den gewachsenen Wald zu beseitigen.
Nach der Inbetriebnahme der Wasserbehandlungsanlage im Jahr 1998 konnte auch das Absetzbecken Borbachtal saniert werden. Hier lagerten auf einer Fläche von 3,5 ha. etwa 250.000 m³ kontaminierter Schlamm. Als Sanierungsvariante entschied man sich für die trockene Verwahrung „In situ“. Die benötigten Massen für die Abdeckung wurden durch die Abflachung der Böschungen und teilweise Umlagerung der angrenzenden Halde des Schachtes 382 gewonnen.
Alle Gebäude und Anlagen an den verschiedenen Standorten, die durch Bearbeitung oder Transport von Uranerzen und Bergemasse kontaminiert waren, wurden abgebrochen und die Reste entsprechend entsorgt. Der radioaktive Schrott, der während der über- und untertägigen Sanierung anfiel wurde mit behördlicher Genehmigung bis zum 31. Dezember 1994 unter Tage entsorgt. Ab 1995 wurde der radioaktive Schrott und der kontaminierte Bauschutt auf festgelegten Flächen der Schachthalden 366 und 371 verbracht.
Die übrigen Betriebsgebäude mussten über weite Strecken auf Grund ihres schlechten Bauzustandes abgerissen werden. Nach der Sanierung dieser Flächen wurden diese an die Gemeinden übergeben. Das Zechengebäude des Schachtes 371 wurde saniert und ist seit 1994 Sitz der Leitung des Sanierungsbetriebes.
Neben der Überwachung der Wasserhaltung und der Bewetterung, wird die Lagerstätte auch seismisch überwacht. Das war notwendig, da die Flutung zu vertikalen und horizontalen Bodenbewegungen führte und diese tektonischen Bewegungen auch noch weiterhin auftreten können.
Über der Lagerstätte war auf der Erdoberfläche ein Senkungstrog mit einer maximalen Absenkung von 80 cm (Tiefststand 1996) im Bereich der Papierfabrik Niederschlema entstanden. Mit der Einstellung des Abbaues 1991 klangen die Senkungserscheinungen ab. Mit dem Ansteigen des Flutungspegels begann ab 1998 eine langsame Hebung der Tagesoberfläche. Im Oktober 2008 erreichte der Gesamthebungsbetrag 96 mm. Es wird davon ausgegangen, dass eine Gesamthebung von 150 mm bis zur Beruhigung des Untergrundes nicht wesentlich überschritten wird. Die größte Hebung befindet sich zwischen dem Bahnhof und der Kläranlage Niederschlema, im Ausbißbereich des Gangsystems Ruhmvoll, Bitterfeld und Halle.